# Jean Siméon Chardin
Pour les articles homonymes, voir Chardin.
Jean Siméon Chardin,, né le 2 novembre 1699 à Paris et mort dans la même ville le 6 décembre 1779, est considéré comme l'un des plus grands peintres français et européens du XVIIIe siècle. Il est surtout reconnu pour ses natures mortes, ses peintures de genre et ses pastels.

## Biographie

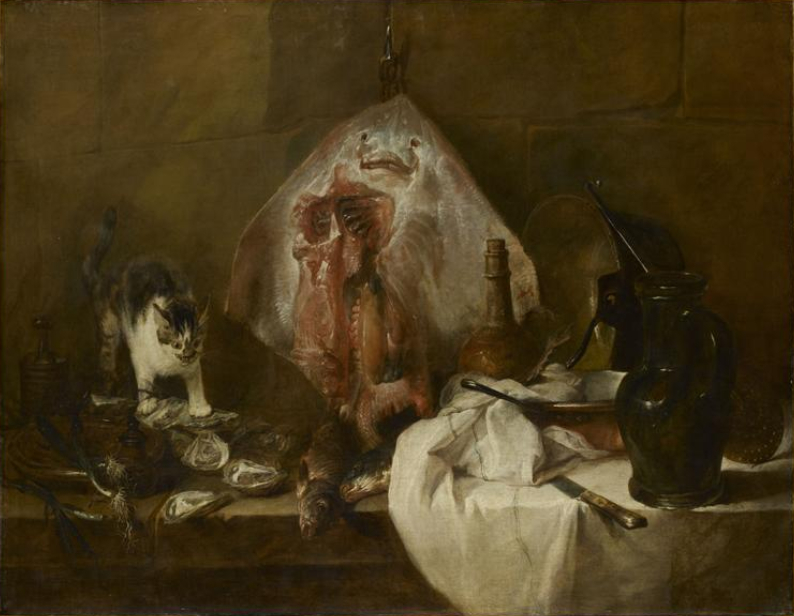
La Raie (1728), Paris, musée du Louvre.

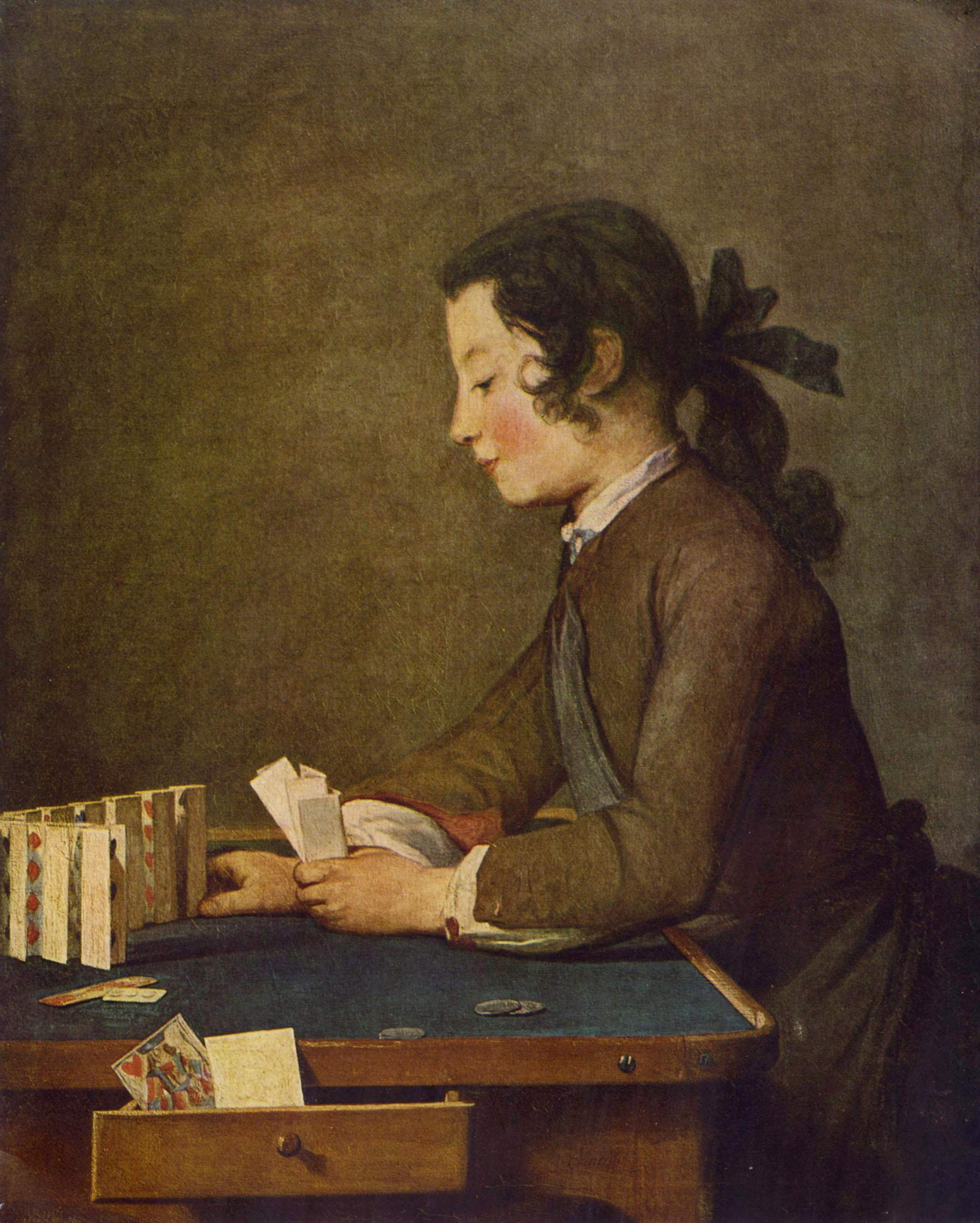
Le Château de cartes, Washington, National Gallery of Art.

### Formation
Jean Siméon Chardin naît à Paris le 2 novembre 1699, d'un père artisan, fabricant de billards. Mis à part le fait qu'il a été l'élève du peintre d’histoire Pierre-Jacques Cazes et qu'il a peut-être été conseillé par Noël Nicolas Coypel, on n'a aucune certitude à propos de sa formation avant le 6 février 1724, date à laquelle il est reçu à l'Académie de Saint-Luc avec le titre de maître – titre auquel il renonça en 1729.
D'après les frères Goncourt, Coypel aurait fait appel à Chardin pour peindre un fusil dans un tableau de chasse, ce qui lui aurait donné le goût des natures mortes.
Il est probable que deux de ses tableaux, la Raie et Le Buffet, ont été remarqués par deux membres de l'Académie royale à l'Exposition de la Jeunesse, place Dauphine, en 1728 : Louis de Boullogne, Premier peintre du Roi, et Nicolas de Largillierre un des meilleurs peintres français de natures mortes.
Ces deux tableaux sont les morceaux de réception de Chardin à l'Académie royale, et se trouvent à présent au musée du Louvre.

### Entrée à l'Académie
Chardin devient ainsi peintre académicien « dans le talent des animaux et des fruits », c'est-à-dire au niveau inférieur de la hiérarchie des genres reconnus.

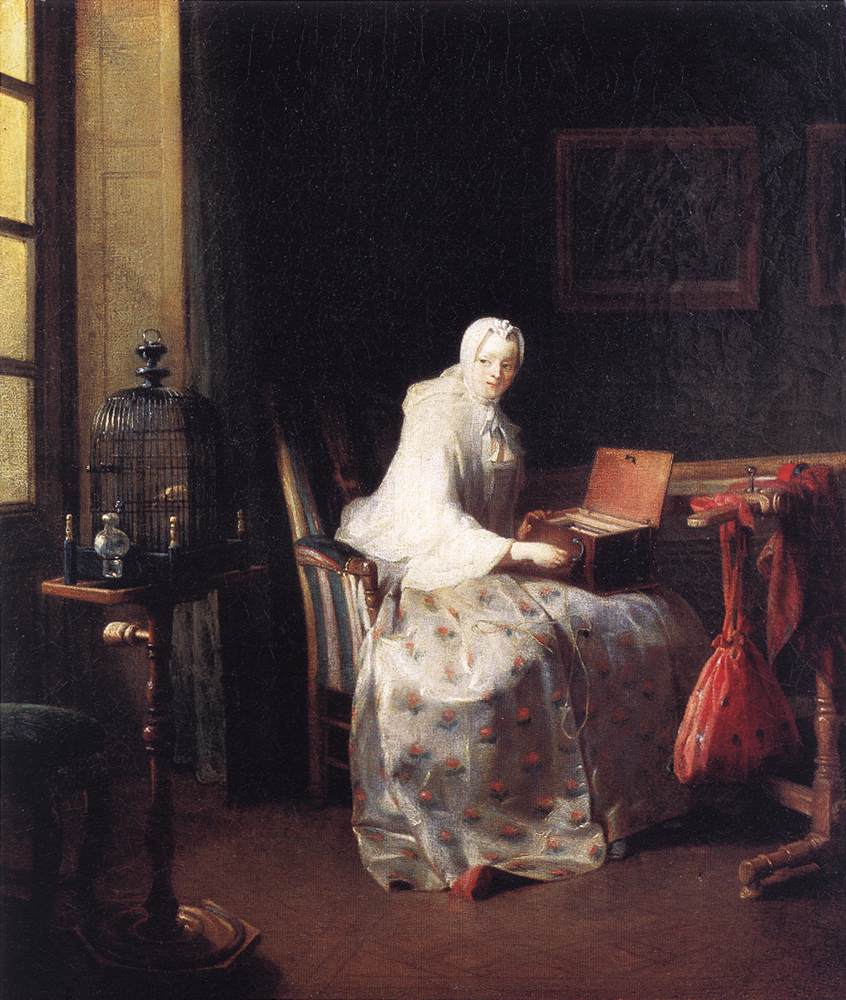
La Serinette, dit aussi Une dame variant ses amusements (1750-1751), Paris, musée du Louvre.

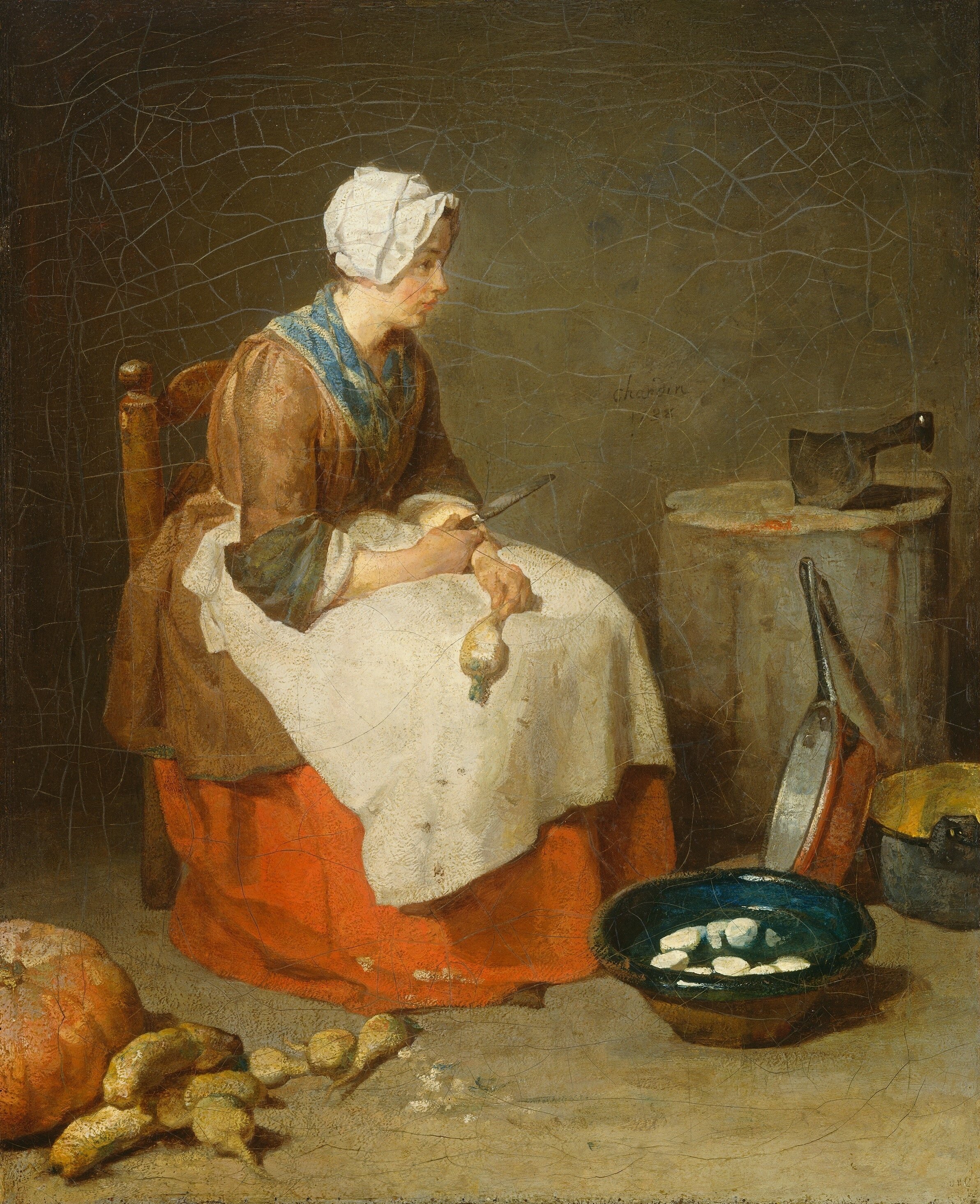
La Fille de cuisine, Washington, National Gallery of Art.

La Raie fait l'objet d'une admiration et d'une fascination unanimes depuis le XVIIIe siècle. Notons que le Buffet est une des premières œuvres datées de Chardin. Henri Matisse copia ces deux tableaux en 1896 ; ils se trouvent actuellement au musée Matisse du Cateau-Cambrésis.
Chose rare chez Chardin, un animal vivant figure dans la Raie comme dans le Buffet. L'artiste peint très lentement, revient sans cesse sur son travail, ce qui n'est guère compatible avec la représentation d'animaux vivants. Il est aussi probable que Chardin ait redouté que l'on compare ses œuvres à celles des deux maîtres du temps « dans le talent des animaux » : Alexandre-François Desportes (1661-1743) et Jean-Baptiste Oudry (1661-1755). Ce dernier avait précédé Chardin à l'Académie de Saint-Luc en 1708 et à l'Académie royale en 1717.
L'année 1731 est marquée par des événements particulièrement importants. Il épouse Marguerite Saintard sept ans après un contrat de mariage passé avec elle. Le père de l'artiste meurt peu après, et son fils Jean Pierre naît en novembre. Cette même année, sous la direction de Jean-Baptiste van Loo (1684-1745), il participe à la restauration des fresques de la galerie François Ier du château de Fontainebleau.
Dans son Abecedario (1749), un contemporain de Chardin, Pierre-Jean Mariette, rapporte l'anecdote suivante : Chardin faisant remarquer à un de ses amis peintres, Joseph Aved (1702-1766), qu'une somme d'argent même assez faible était toujours bonne à prendre pour un portrait commandé quand l'artiste n'était pas très connu, Aved lui aurait répondu : « Oui, si un portrait était aussi facile à faire qu'un cervelas. » L'artiste était mis au défi de peindre autre chose que des natures mortes. Mais ce n'était pas la seule raison de changer de registre. Mariette ajoute : « Ce mot fit impression sur lui et, le prenant moins comme une raillerie que comme une vérité, il fit un retour sur son talent, et plus il l'examina, plus il se persuada qu'il n'en tirerait jamais grand parti. Il craignit, et peut-être avec raison, que, ne peignant que des objets inanimés et peu intéressants, on ne se lassât bientôt de ses productions, et que, voulant essayer de peindre des animaux vivants, il ne demeurât trop au-dessous de MM. Desportes et Oudry, deux concurrents redoutables, qui avaient déjà pris les devants et dont la réputation était établie. ». Il débuta les premiers tableaux à figure en 1733.
Sa femme Marguerite meurt en 1735 et sa fille Marguerite Agnès en 1737.

### Maturité
En 1744, Chardin épouse Françoise-Marguerite Pouget (1707-1791). Il a 45 ans, elle en a 37. Ils n'eurent pas d'enfant.
Bientôt Chardin est protégé et encouragé par un personnage important, le marquis de Vandières (1727-1781), futur marquis de Marigny et de Menars, directeur des Bâtiments de 1751 à 1773, frère de Madame de Pompadour, qui lui obtient une pension.

« Sur le rapport que j'ai fait au Roy Monsieur de vos talents et de vos Lumières, Sa Majesté vous accorde dans la distribution de ses grâces pour les Arts, une pension de 500 livres, je vous en informe avec d'autant plus de plaisir, que vous me trouverez toujours très disposé de vous obliger, dans les occasions qui pourront se présenter et qui dépendront de moi à l'avenir. »

— Lettre du 7 septembre 1752.
En 1754, son fils Jean Pierre remporte le premier prix de l'Académie et entre à l'École royale des élèves protégés. En 1757, il reçoit son brevet pour aller poursuivre ses études de peinture à Rome. Enlevé par des corsaires anglais au large de Gênes en 1762, puis libéré, Jean Pierre meurt en 1767 à Paris, à moins qu'il ne se soit suicidé à Venise.
Il est nommé trésorier de l'Académie en 1755, et deux ans après Louis XV lui accorde un petit appartement dans les Galeries du Louvre, ce dont il se montre très fier. Marigny, dont la bienveillance à l'égard de Chardin ne se démentit jamais, est à l'origine de cet honneur rendu au peintre et l'en avertit lui-même.

« Je vous apprends avec plaisir, Monsieur, que le Roy vous accorde le logement vacant aux Galeries du Louvre par le décès de S. Marteau, vos talents vous avaient mis à portée d'espérer cette grâce du Roy, je suis bien aise d'avoir pu contribuer à la faire verser sur vous. Je suis, Monsieur, Votre très humble et très obéissant serviteur. »

— Lettre du 13 mars 1757.

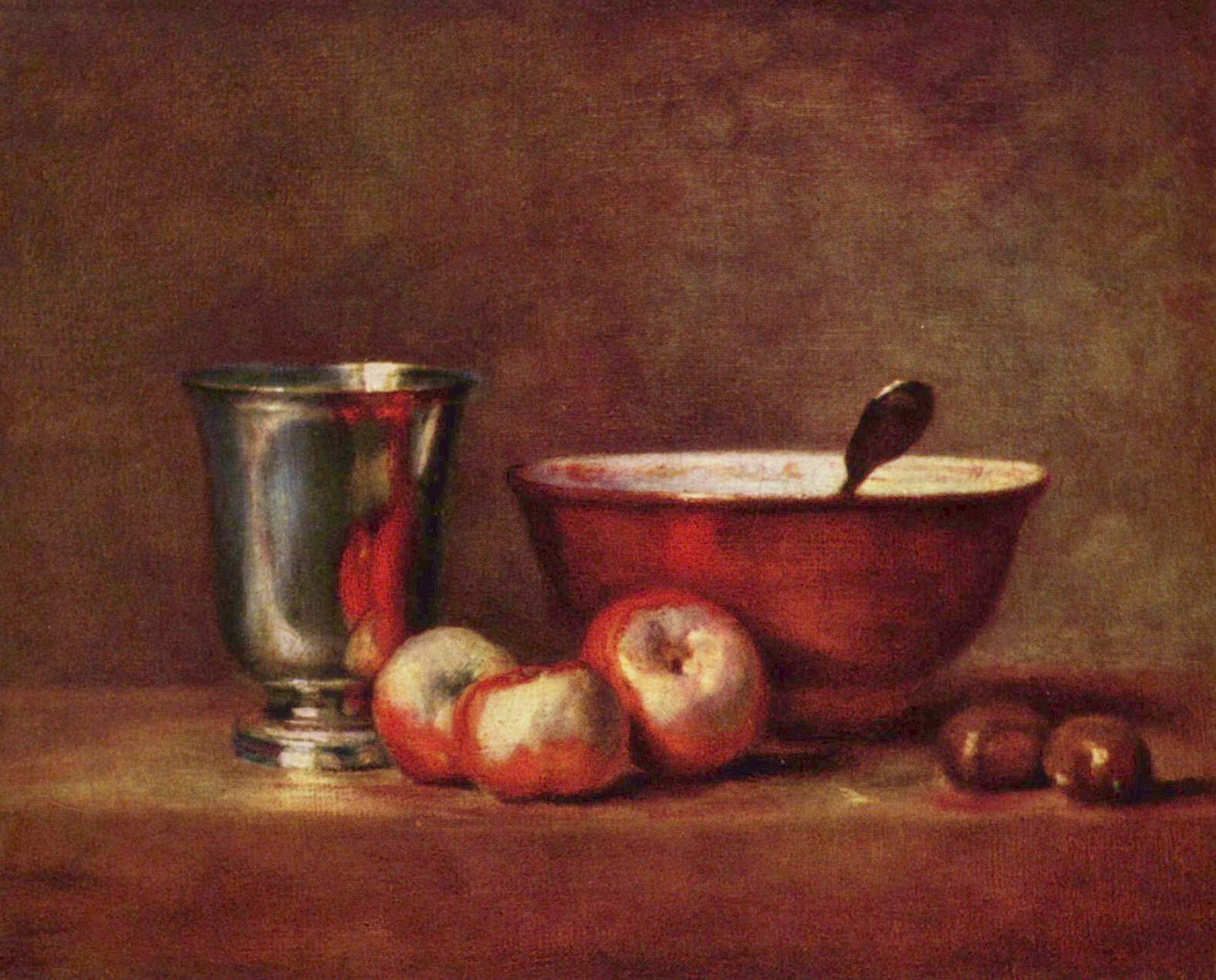
Nature morte (vers 1760), Paris, musée du Louvre.

On imagine sans peine Chardin savourant avec délice l'annonce de cette distinction devant ses confrères, en pleine séance de l'Académie : 

« M. Chardin, Conseiller, Trésorier de l'Académie, a fait part à la Compagnie de la grâce honorable que le Roy lui a faitte en lui accordant un logement aux Galeries du Louvre. La Compagnie a témoigné de l'intérest qu'elle prend à tous les avantages que son mérite et ses talents lui procurent. »

— Procès verbal de la séance du 2 avril 1757.
L'inventaire après décès des biens de Chardin révèle que cet appartement comportait quatre chambres, une salle à manger, une cuisine, un corridor, une cave et une soupente sous l'escalier.
Très occupé par ses fonctions de trésorier et par la responsabilité qui lui incombe de l'arrangement des tableaux pour le Salon de l'Académie (office dit de « tapissier » qui lui vaut des démêlés avec Oudry), Chardin se consacre à nouveau à la nature morte depuis 1748. Il expose toujours des peintures de genre, mais cesse d'en créer : ce sont, la plupart du temps, des œuvres antérieures ou des variantes.
En 1760, Quentin de La Tour avait fait, au pastel, un portrait de Chardin (Paris, musée du Louvre) qui l'avait offert à l'Académie à l'occasion de sa démission de la charge de trésorier.

« Le Secrétaire a ajouté que M. Chardin seroit flatté si l'Académie avoit agréable de lui permettre de placer en l'Académie son portrait peint au pastel par M. de la Tour (…). [L'Académie] a reçu le don de son portrait avec action de grâces, et Elle a prié M. le Moyne, ancien Directeur et M. Cochin, Secrétaire, d'aller chés M. Chardin, de la part de la Compagnie, lui réitérer ses remerciements »

— Procès verbal de la Séance du 30 juillet 1774
Le 7 janvier 1775, en présence de Chardin, ce portrait est accroché dans la salle des séances.

### Conflit à l'Académie
À sa mort, Madame de Pompadour avait, en quelque sorte, légué Boucher (1703-1770) à Louis XV qui en fit son Premier peintre en 1765 et le nomma directeur de l'Académie. Chardin quant à lui est reçu à la suite d'un vote à l'unanimité, à l’Académie des sciences, belles-lettres et arts de Rouen comme associé libre.
Les attaques d'un Diderot, que sa morale bourgeoise frappe parfois de cécité esthétique, n'y font rien : Boucher est un grand peintre. Mais à la mort du « favori de la favorite », les tenants de la peinture d’histoire se déchaînent. Charles-Nicolas Cochin le jeune (1715-1790), grand ami de Chardin et jadis protégé de Marigny, en sera la victime : forcé de démissionner de sa place de secrétaire de l'Académie, il est remplacé par Jean-Baptiste-Marie Pierre (1714-1789), nouveau Premier peintre du Roi.
Marigny lui fait obtenir une pension de 200 livres par an pour ses responsabilités dans l'organisation du Salon du Louvre et l'accrochage des tableaux. « J'ai obtenu du Roy, pour vous, Monsieur, 200 livres par an en considération des soins et peines que vous prené lors de l'Exposition des tableaux du Louvre, Regardé ce petit avantage comme un témoignage du désir que j'ay de vous obliger. », et en 1769, les époux Chardin reçoivent une rente viagère annuelle de 2 000 livres exempte d'impôts – rente augmentée de 400 livres l'année suivante. 
Louis XV meurt en 1774, mais depuis dix ans déjà, Mme de Pompadour n'était plus à ses côtés pour orienter ses goûts. Cette même année, le comte d'Angivillier succède au frère de la favorite, protectrice des arts et des lettres, comme directeur et ordonnateur des Bâtiments du Roi. Les relations entre Chardin et lui sont extrêmement différentes de celles que le peintre entretenait avec le frère de Mme de Pompadour. Il est même possible de dire que Chardin doit faire face à un mépris teinté d'hostilité. Ainsi, lorsqu'en 1778, il exprime auprès de d'Angivillier son désir de percevoir les honoraires jadis affectés à sa charge de trésorier de l'Académie, il se heurte au dédain du comte.
C'est l'époque où la peinture de « grand genre », soutenue par d'Angivillier et Pierre, se tourne vers le néo-classicisme,  mais Chardin souffre finalement assez peu de ces changements, et de toute façon, ses détracteurs ne parviennent pas à entraîner une désaffection du public cultivé. Chardin est à la fois conscient de la haute maîtrise dont témoigne son art, et du peu d'estime que l'on accorde aux peintres de nature morte :

« Si j'osais, en finissant, Monsieur le Comte après avoir parlé des intérêts du Trésorier, stipuler aussi ceux du peintre, je prendrois la liberté d'observer au Protecteur des Arts que cette faveur rejailliroit en même tems sur un artiste qui se plaît à convenir à la vérité que dans le courant de ses travaux, les bienfaits de sa Majesté l'ont aidé à soutenir la peinture avec honneur, mais qui a malheureusement éprouvé que les études longues et opiniâtres qu'exige la nature, ne le conduisoient point à la fortune. Si cette capricieuse m'a refusé ses faveurs, Elle n'a pu me décourager, ni m'enlever l'agrément du travail. Mes infirmités m'ont empêché de continuer à peindre à l'huile, je me suis rejeté sur le pastel qui m'a fait recueillir encore quelques fleurs, si j'ose m'en rapporter à l'indulgence du public. Vous même, Monsieur le Comte, avez paru m'accorder votre suffrage aux précédens Salons, avant que vous en fussiez le premier ordonnateur et vous m'avez encouragé dans cette carrière dans laquelle je me suis montré plus de 40 années. »

— Lettre du 28 juin 1778, fautivement datée par Chardin du 21 juin.

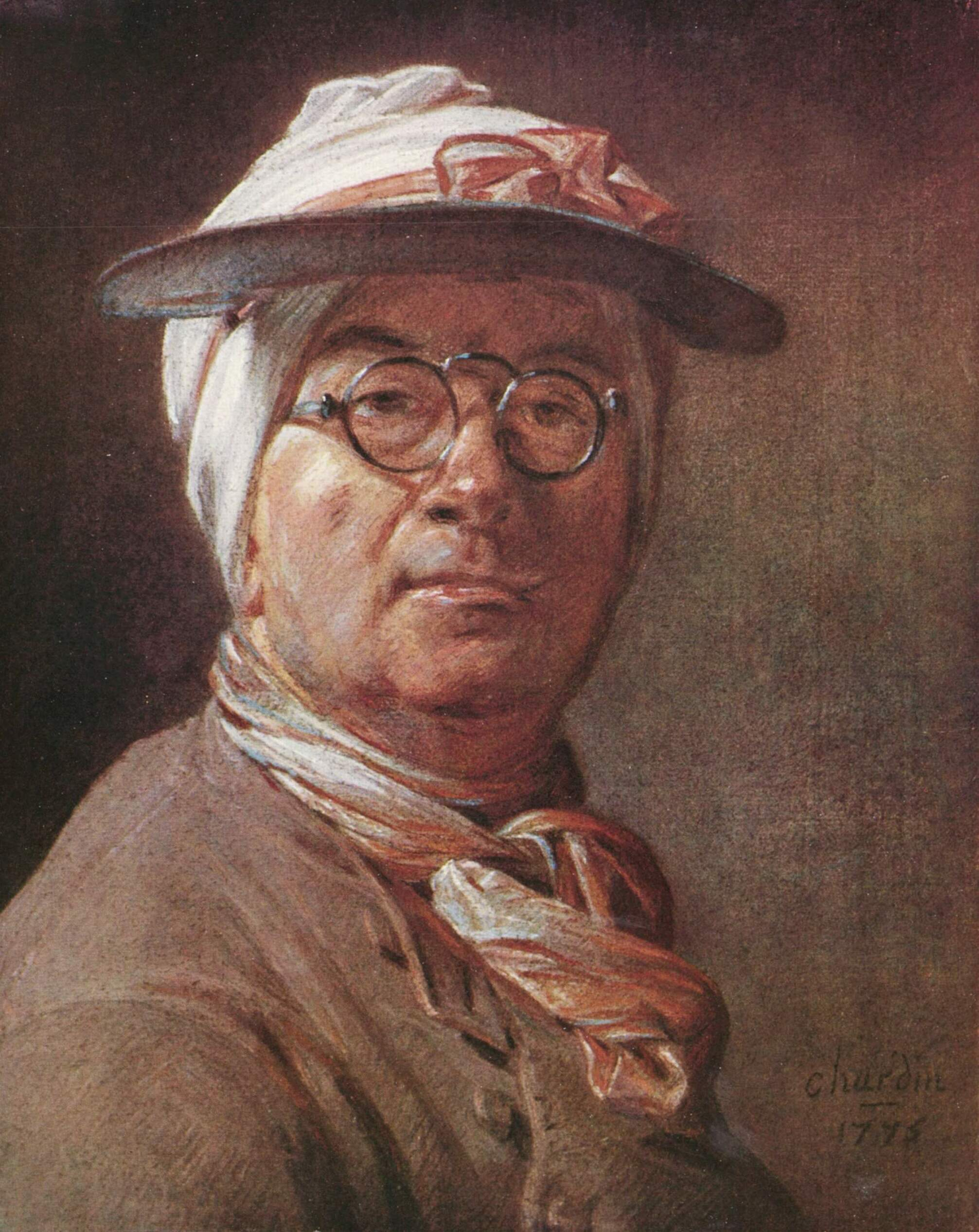
Autoportrait à l'abat-jour et aux lunettes (1775), pastel, Paris, musée du Louvre.

Dans sa réponse, d'Angivillier fait remarquer que Chardin percevait une somme déjà plus importante que les autres « officiers » (ceux qui ont un office, c'est-à-dire une charge, un emploi) dans le cadre de l'Académie. Mais surtout il reprend à son compte l'idée, qui n'avait presque plus cours chez les véritables amateurs d'art, que la peinture de natures mortes demande moins d'études et de travail que la peinture d’histoire. En conséquence, il considère que ce fut une erreur de rémunérer aussi largement Chardin, qui devrait s'estimer bien heureux que le roi lui ait attribué un logement.

« Si vos ouvrages prouvent les soins qui vous ont mérité une réputation dans un genre, vous dévés sentir que l'on doit la même justice à vos confrères, et vous devés convenir qu'à travail égal vos études n'ont jamais comporté les frais aussi dispendieux ny des pertes de temps aussi considérables que celles de MM. Vos confrères qui ont suivi les grands genres. L'on peut même leur savoir gré du désintéressement, car si leurs prétentions se montoient en raison de leur fatigue, l'administration ne seroit pas en mesure de les satisfaire. »

— Lettre du 21 juillet 1778.
À aucun moment d'Angivillier ne suppose que l'absence de revendications de la part des autres membres de l'Académie puisse être simplement due à une reconnaissance du génie de Chardin dont les œuvres transcendant l'archaïque classement en « genres ».
Au début des années 1770 Chardin se consacre au pastel, ce qu'il explique notamment par des raisons de santé, dans une correspondance avec le comte d'Angivillier. 

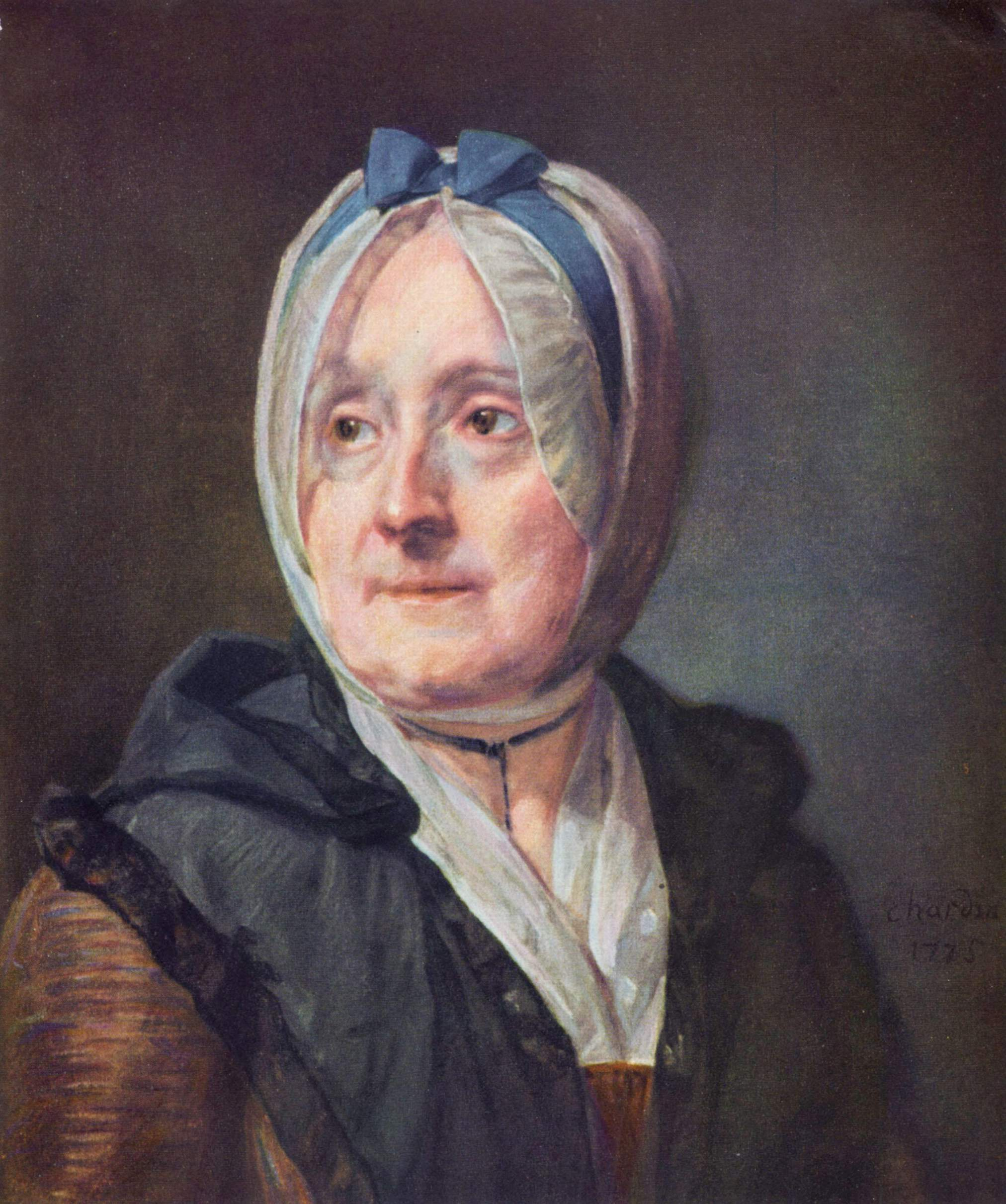
Portrait de Madame Chardin (1775), pastel, Paris, musée du Louvre.

### Fin de carrière
En 1772 Chardin commence à être gravement malade. Il souffre probablement de ce que l'on appelait « la maladie de la pierre », c'est-à-dire de coliques néphrétiques. À cause de l'âge et de la maladie, le 30 juillet 1774, il démissionne de sa charge de trésorier de l'Académie et meurt le 6 décembre 1779, à 9 heures du matin à Paris dans son appartement des galeries du Louvre. Il est inhumé dans l'église voisine Saint-Germain-l'Auxerrois.
Par l'inventaire après décès, nous savons que le ménage Chardin était à l'aise financièrement. Toutefois, Madame Chardin demande une part de réversion des rentes de son mari. On ne peut, cette fois, reprocher à d'Angivillier son refus :

« Mais quoiqu'il y ait eu, en effet, quelques exemples de veuves d'artistes qui ont obtenu des pensions après la mort de leurs maris, je trouve que c'étoient des ou des veuves d'artistes qui étoient morts spécialement au service du roy, ou quelques-unes qui, par la suite de la mort de leur mari, restoient dans un état de détresse telle que l'honneur des arts de l'Académie exigeoit en quelque sorte que l'on vint à leur secours. M. Chardin s'est fait une réputation méritée et dans le public et dans l'Académie, mais n'a pas eu le premier avantage, parce que la nature de son talent, quoique éminent, ne le comportoit pas. Je suis assuré que le second cas ne vous est pas applicable, et votre délicatese refuseroit sûrement un bienfait du roi à ce titre. »

— Document[Lequel ?] des Archives nationales datant de 1779
Madame Chardin se retire chez un membre de sa famille. Elle meurt le 15 mai 1791.

## L'Œuvre

### Les Scènes de genre: un défi remporté
Les premiers tableaux à figures de Chardin ont été peints en 1733 au plus tard. Chardin se rend compte qu'il ne peut pas vendre indéfiniment des natures mortes. Il lui faut devenir maître dans un autre genre pictural.

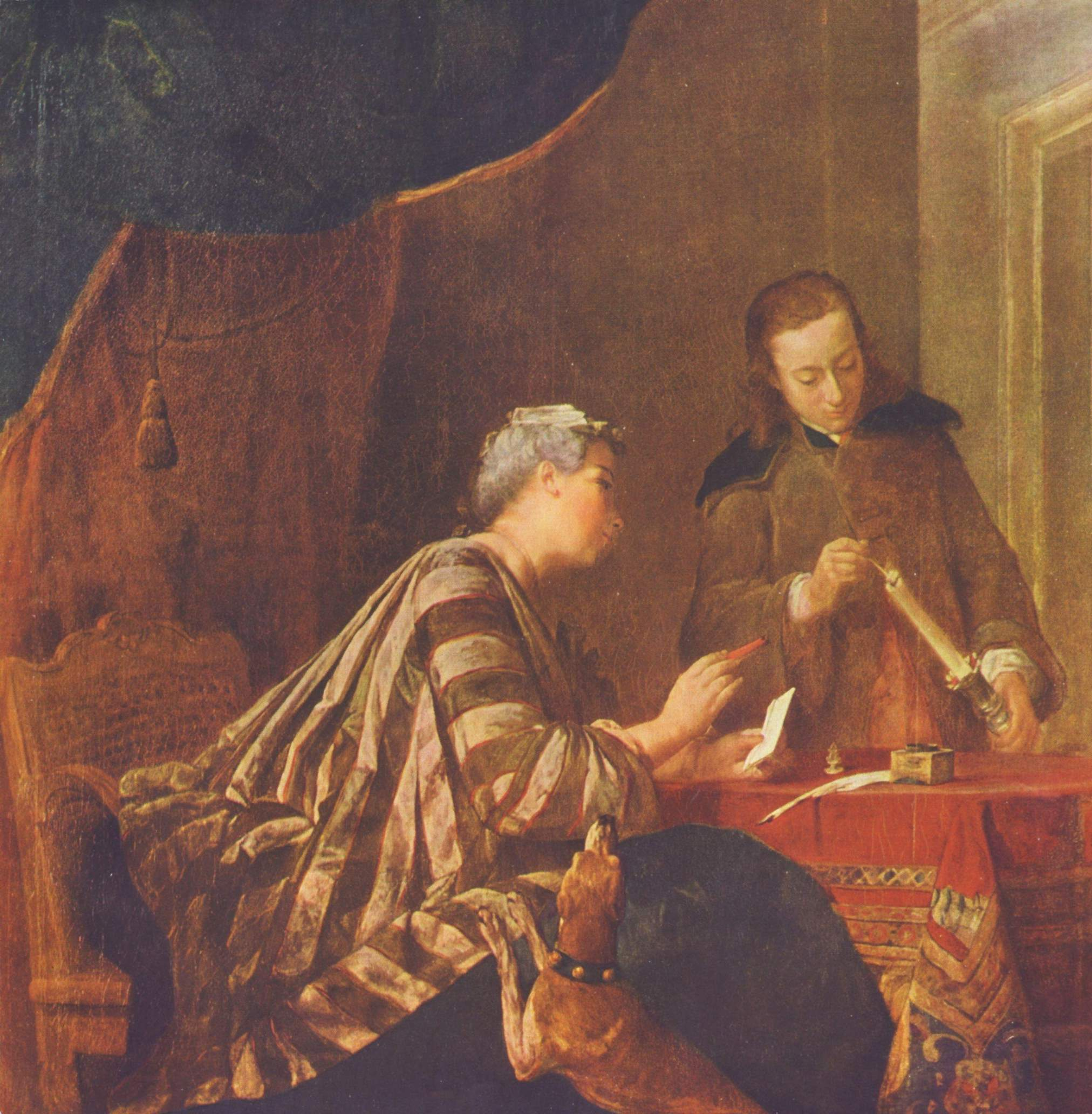
Une femme occupée à cacheter une lettre (vers 1732), Potsdam, palais de Sanssouci.

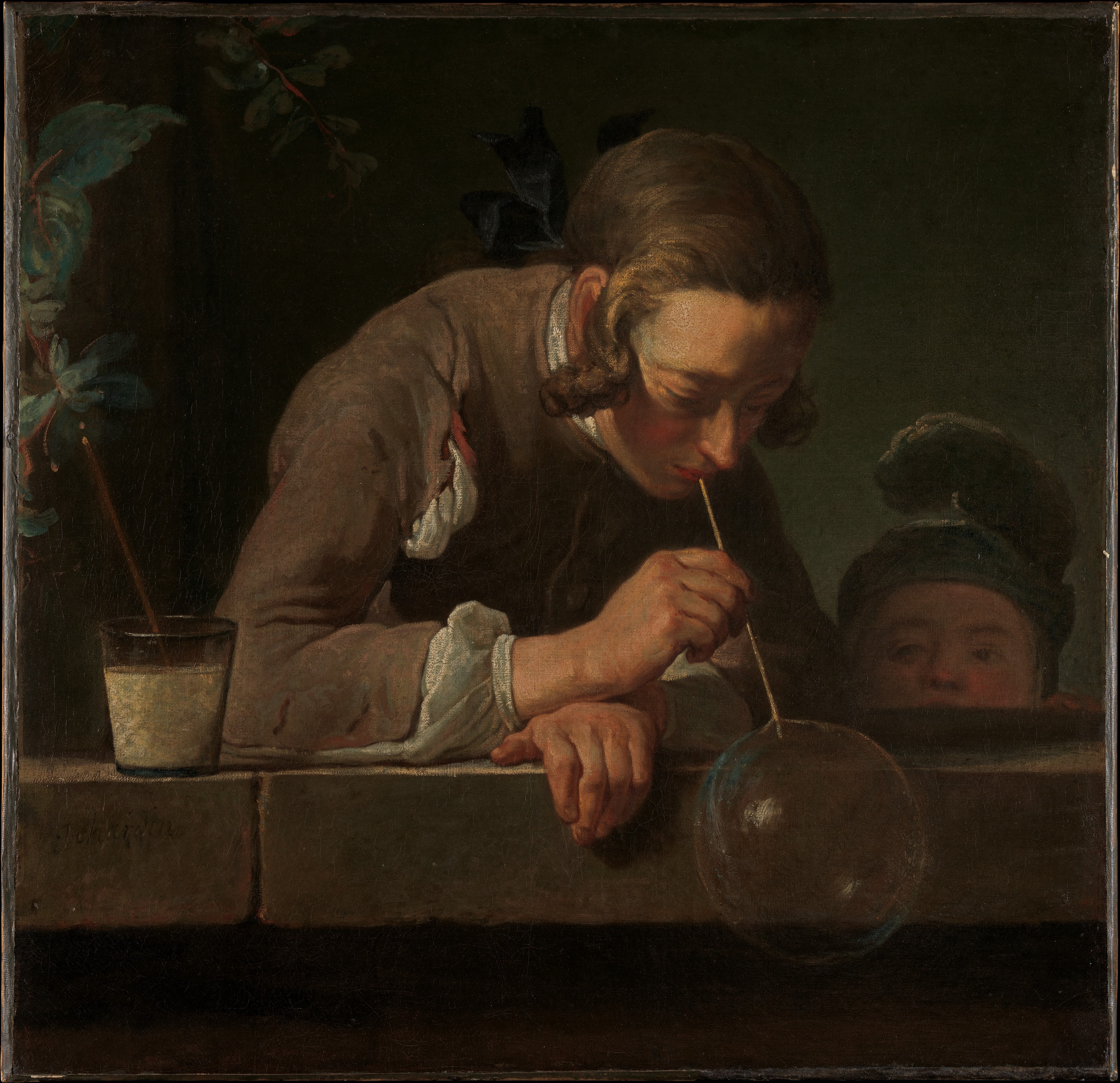
Bulles de savon (1734), New York, Metropolitan Museum of Art.

Chardin se consacre donc aux scènes de genre, ce qui n'est pas sans difficultés pour lui. Les amateurs de peinture du XVIIIe siècle prisent, plus que tout, l'imagination. Or, c'est la faculté qui faisait le plus défaut à Chardin. Il a du mal à composer ses tableaux, et c'est ce qui explique en partie que lorsqu'il trouve, après de longues et patientes recherches, une structure qui lui convient, il la reproduit dans plusieurs œuvres. Cette période de la vie de Chardin s'ouvre sur deux pièces maîtresses :
- Une Femme occupée à cacheter une lettre (146 × 147 cm, Potsdam, palais de Sanssouci. Ce tableau est exposé place Dauphine en 1734, et le Mercure de France le décrit ainsi : « Le plus grand représente une jeune personne qui attend avec impatience qu'on lui donne de la lumière pour cacheter une lettre, les figures sont grandes comme nature. »
- Une femme tirant de l'eau à la fontaine, dit La Fontaine, ou encore La Femme à la fontaine (38 × 43 cm, Stockholm, Nationalmuseum). Comme dans le tableau précédent, une ouverture dans le mur du fond, à droite, apporte de la clarté et montre une scène secondaire. Cependant aucun rapprochement n'est possible avec les tableaux hollandais : les intérieurs de Chardin sont fermés et les fenêtres sont très rares[9].

Chardin expose ce dernier tableau au Salon du Louvre en 1737, avec la Blanchisseuse de Stockholm, La Fillette au volant en collection particulière et Le Château de cartes de Washington. Puis les expositions se succéderont presque tous les ans jusqu'à sa mort.
Particulièrement dans La Fillette au volant, Chardin ne veut pas donner d'impression de mouvement. Cette immobilité, par contre, semble naturelle dans Le Château de cartes, du fait même du thème qui convient si bien à Chardin qu'il effectue quatre compositions avec peu de variantes sur ce sujet.

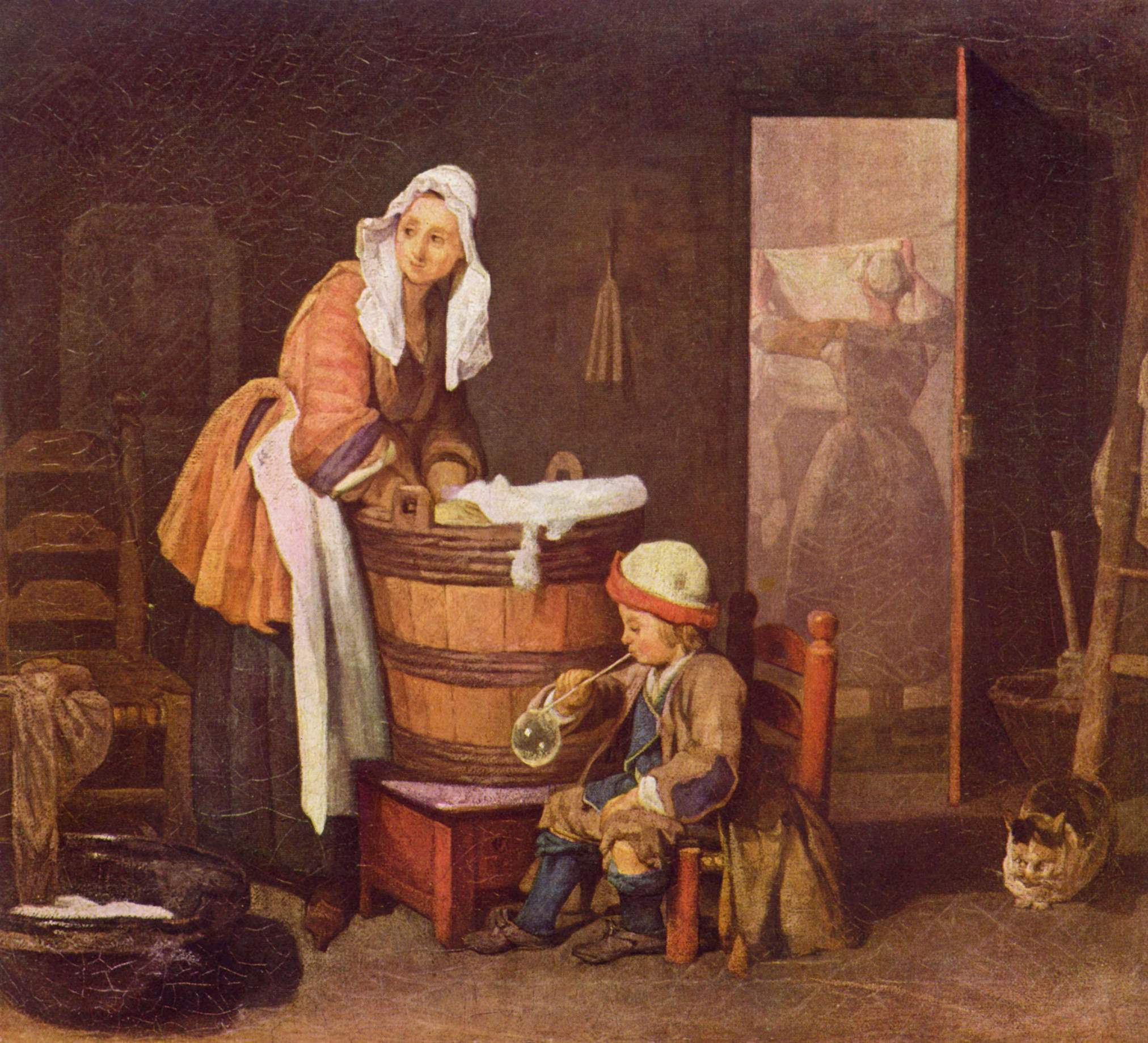
La Blanchisseuse (vers 1735), Saint-Pétersbourg, musée de l'Ermitage.

Présenté à Louis XV à Versailles en 1740 par Philibert Orry, surintendant des Bâtiments du Roi et contrôleur général des Finances, Chardin offre deux tableaux au souverain La Mère laborieuse et Le Bénédicité. Ce fut la seule rencontre de Chardin avec Louis XV.

### Les natures mortes de la maturité

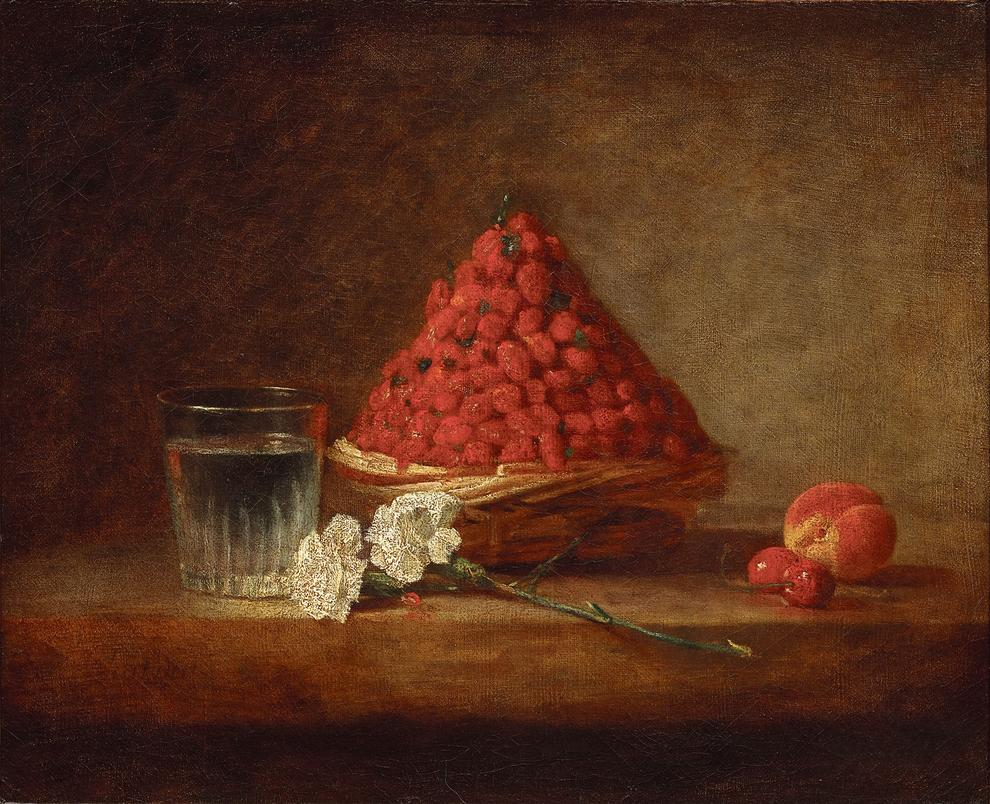
Le Panier de fraises des bois.

Chardin se consacre à nouveau à la nature morte depuis 1748. Il expose toujours des peintures de genre, mais cesse d'en créer : ce sont, la plupart du temps, des œuvres antérieures ou des variantes.

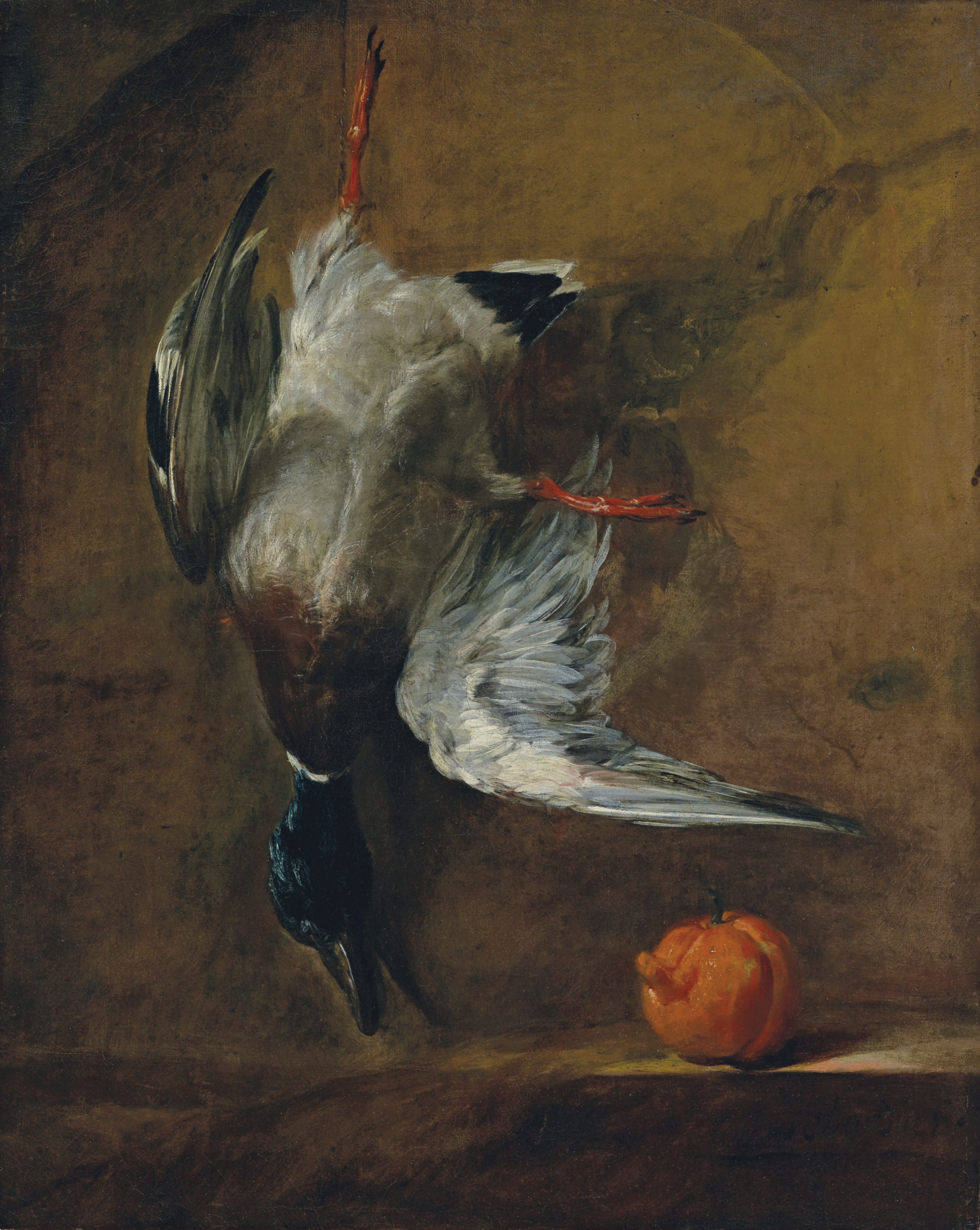
Un canard col-vert attaché à la muraille et une bigarade, collection privée, Paris

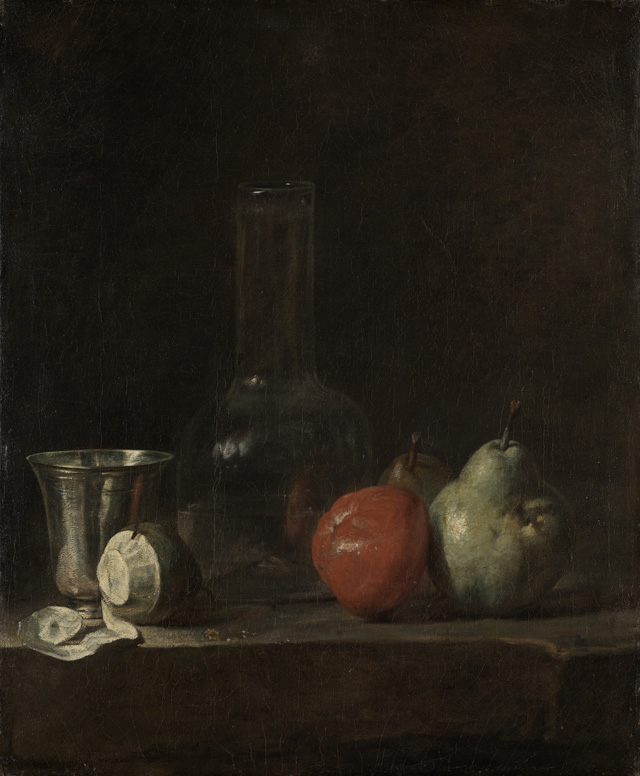
Nature morte avec carafe et fruits (1750), Karlsruhe, Staatliche Kunsthalle.

Il est protégé et encouragé par le marquis de Vandières (1727-1781) frère de Madame de Pompadour, qui possédait, notamment, l'Écureuse dit aussi la Récureuse (1738, 45,4 × 37 cm, Glasgow, Hunterian Museum and Art Gallery), et la Serinette dit aussi Dame variant ses amusements (50 × 43,5 cm, 1751, Paris, collection privée).

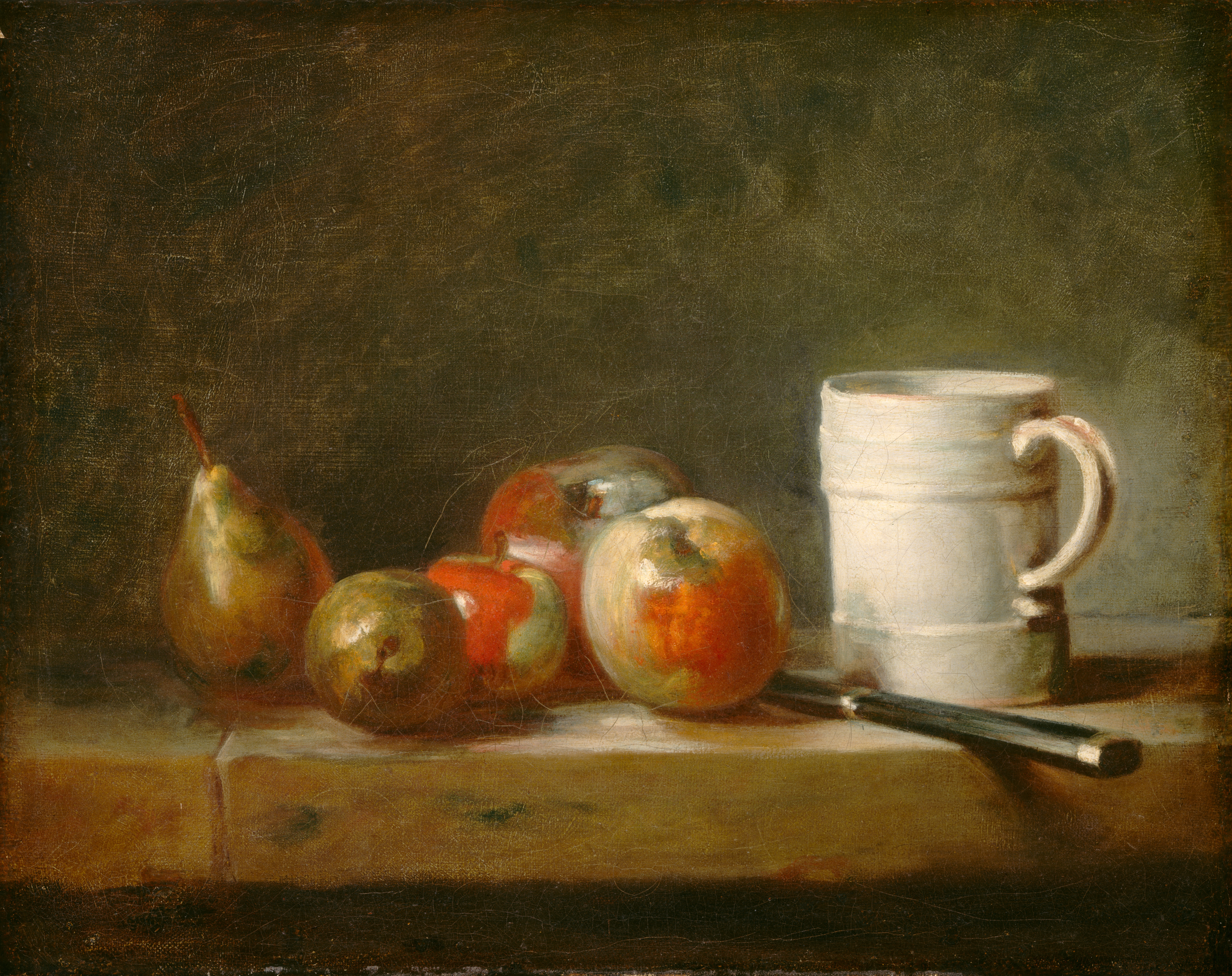
Nature morte avec une tasse blanche (1764),, huile sur toile, National Gallery of Art, Washington D.C.

Les natures mortes qu'il expose dans cette période sont assez différentes des premières. Les sujets en sont très variés : gibier, fruits, bouquets de fleurs, pots, bocaux, verres, etc. Chardin semble s'intéresser davantage aux volumes et à la composition qu'à un vérisme soucieux du détail, voire des effets de trompe-l'œil. Les couleurs sont moins empâtées. Il est plus attentif aux reflets, à la lumière : il travaille parfois à trois tableaux à la fois devant les mêmes objets, pour capter la lumière du matin, du milieu de journée et de l'après-midi.

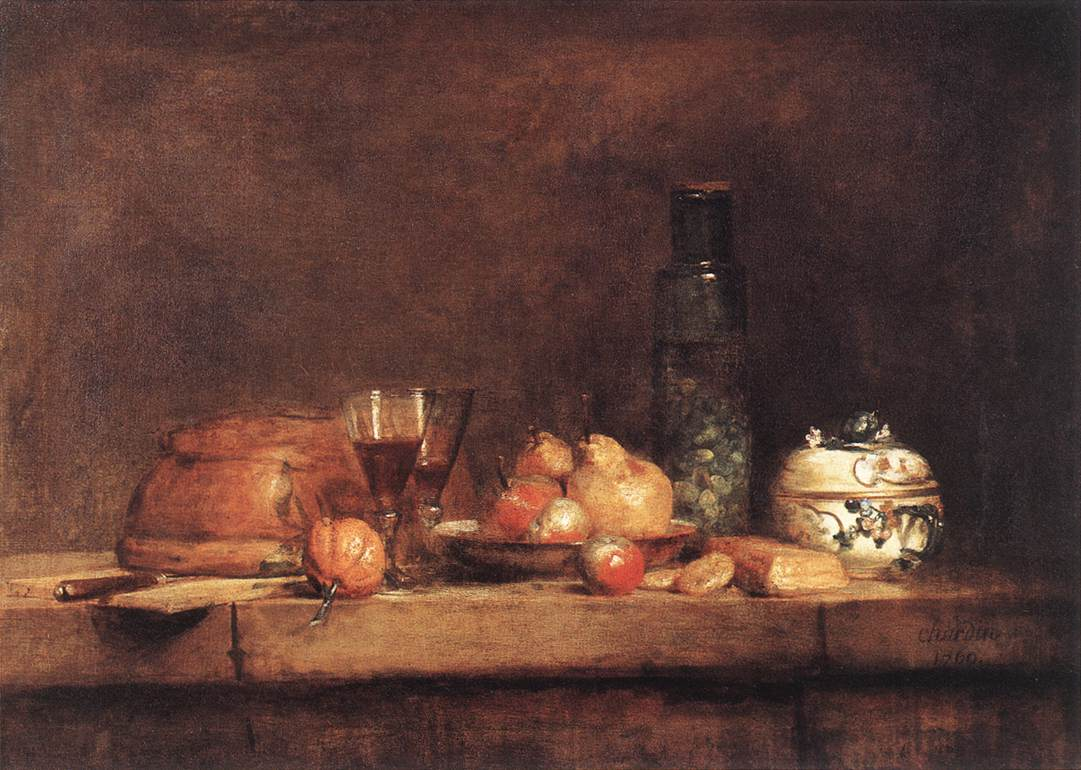
Le Bocal d'olives (1760)

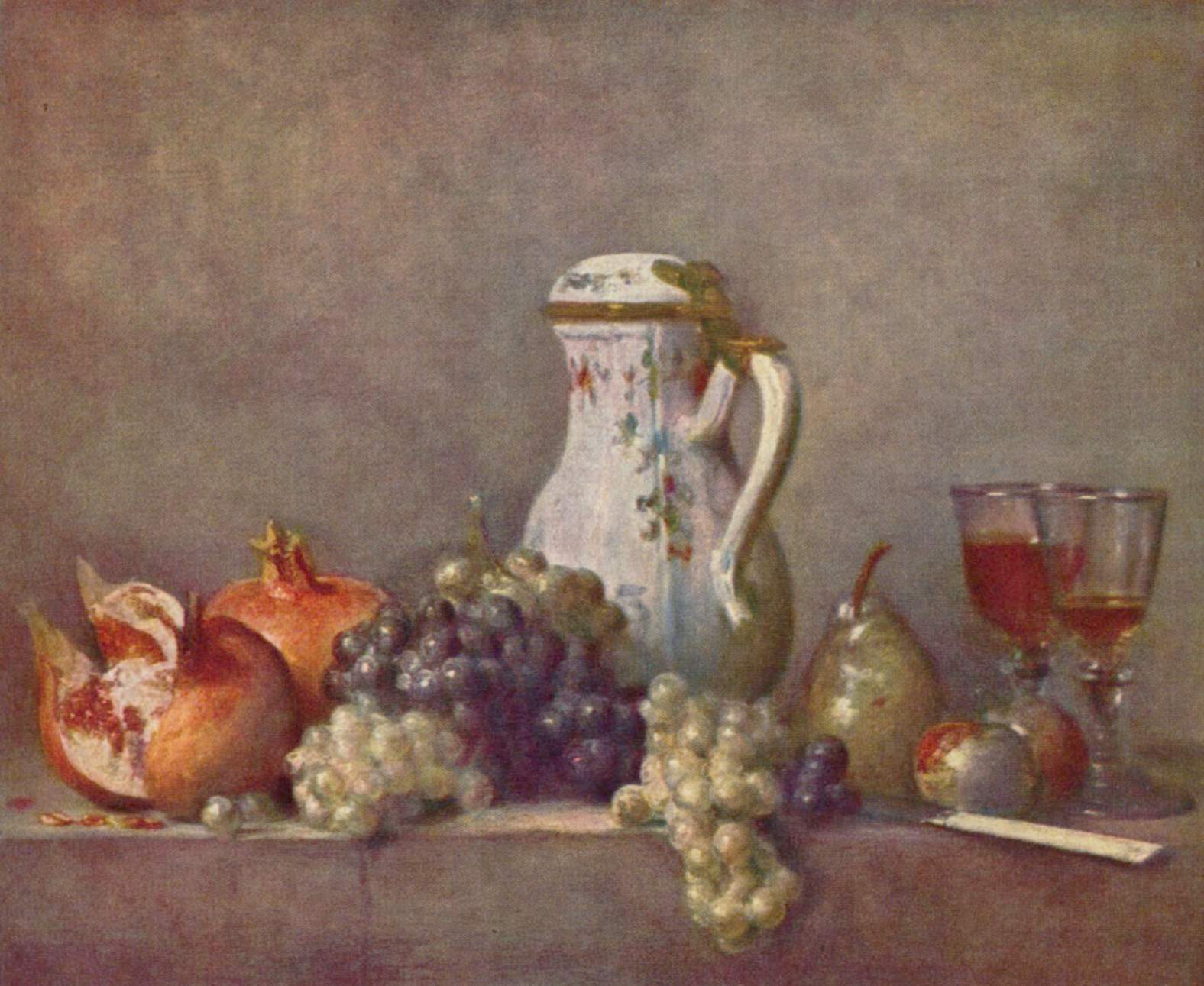
Raisins et Grenades (1763), Paris, musée du Louvre.

Durant cette période le style de Chardin évolue :

« En un premier temps,l'artiste peint par larges touches qu'il dispose côte à côte sans les fondre entre elles (…) ; après avoir pendant quelques années, vers 1755-1757, multiplié et miniaturisé les objets qu'il éloigne du spectateur, tenté d'organiser des compositions plus ambitieuses, il accordera une place de plus en plus grande aux reflets, aux transparences, au « fondu »; de plus en plus ce sera l'effet d'ensemble qui préoccupera l'artiste, une vision synthétique qui fera surgir d'une pénombre mystérieuse objets et fruits, résumés dans leur permanence. »

— Pierre Rosenberg, catalogue de l'exposition de 1979, p. 296.
Retenons La Table d'office, dit aussi Partie de dessert avec pâté, fruits, pot à oille et Huilier (38 × 46 cm, Paris, musée du Louvre). Chardin propose ici une composition horizontale dans laquelle il multiplie des couleurs et les formes géométriques. Au musée des beaux-arts de Carcassonne, se trouve une nature morte de même titre, mêmes dimensions, avec les mêmes objets.
Il peint aussi des compositions plus sobres, inscrites dans une figure ovale, avec des fruits, et où l'accent porte sur les reflets, les jeux complexes de la lumière. Par exemple, Le Bocal d'abricots (Ovale 57 × 51 cm, Toronto, Musée des beaux-arts de l'Ontario), et Le Melon entamé (Ovale 57 × 52 cm, Paris, collection particulière.

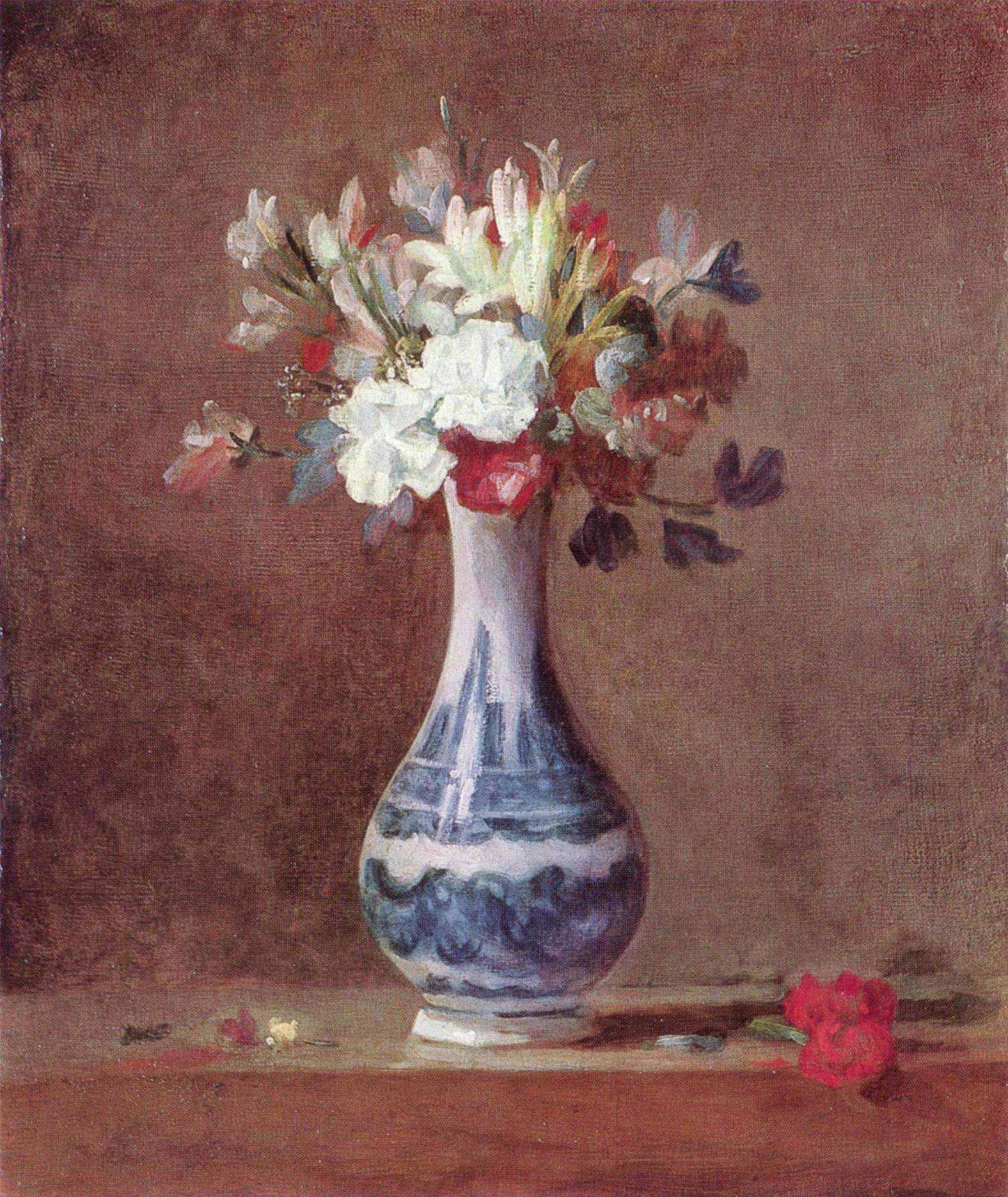
Nature morte, fleurs dans un vase (vers 1760-1763), Édimbourg, Galerie nationale d'Écosse.

Il faut rappeler enfin Le Bocal d'olives (71 × 98 cm, Paris, musée du Louvre) dont Diderot disait qu'il fallait commencer par le copier pour apprendre le métier de peintre. Mais le mieux est de laisser la parole au philosophe :

« C'est que ce vase de porcelaine est de la porcelaine ; c'est que ces olives sont vraiment séparées de l'œil par l'eau dans laquelle elles nagent, c'est qu'il n'y a qu'à prendre ces biscuits et les manger, cette bigarade l'ouvrir et la presser, ce verre de vin et le boire, ces fruits et les peler, ce pâté et y mettre le couteau.
C'est celui-ci qui entend l'harmonie des couleurs et des reflets. Ô Chardin ! Ce n'est pas du blanc, du rouge, du noir que tu broies sur ta palette : c'est la substance même des objets, c'est l'air et la lumière que tu prends à la pointe de ton pinceau et que tu attaches sur la toile.
(…) On n'entend rien à cette magie. Ce sont des couches épaisses de couleur appliquées les unes aux autres et dont l'effet transpire de dessous en dessus. D'autres fois, on dirait que c'est une vapeur qu'on a soufflée sur la toile ; ailleurs une écume légère qu'on y a jetée. Rubens, Berghem, Greuze, Loutherbourg vous expliqueraient ce faire bien mieux que moi ; tous en feront sentir l'effet à vos yeux. Approchez-vous, tout se brouille, s'aplatit et disparaît ; éloignez-vous, tout se crée et se reproduit.
(…) Ah ! Mon ami, crachez sur le rideau d'Apelle et sur les raisins de Zeuxis. On trompe sans peine un artiste impatient et les animaux sont mauvais juges en peinture. N'avons-nous pas vu les oiseaux du jardin du Roi se casser la tête contre la plus mauvaise des perspectives ? Mais c'est vous, c'est moi que Chardin trompera quand il voudra. »

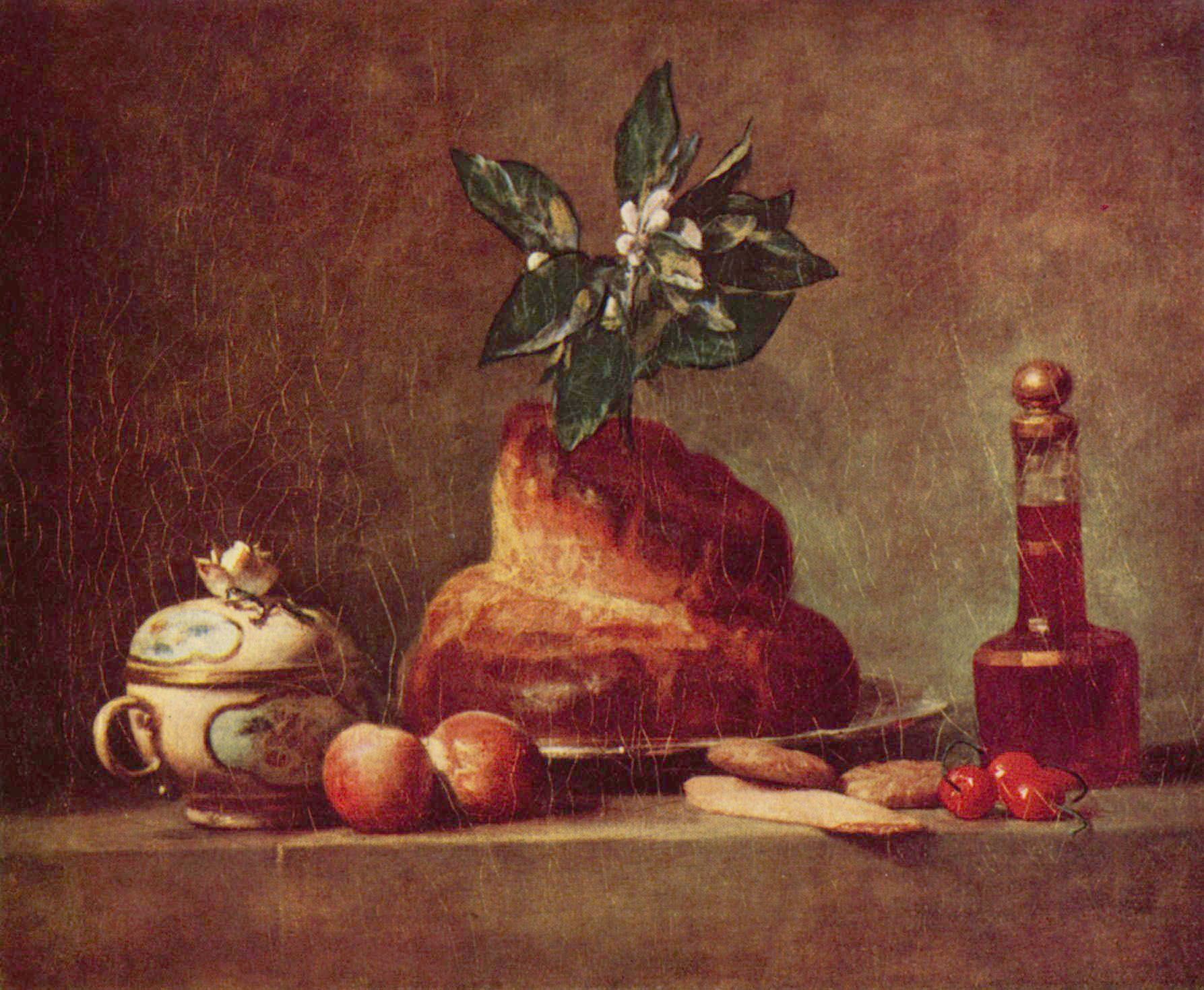
La Brioche (1763), Paris, musée du Louvre.

— Salon de 1763

### Le temps des pastels
Il  faut faire une place à part au pastel dans l'œuvre de Chardin. Cet art, déjà pratiqué par Léonard de Vinci et Hans Holbein[Lequel ?], prend son essor au XVIe siècle, notamment avec les portraits de la famille royale par Quentin de La Tour (1704-1788). Peut-être est-ce lui qui a donné le goût de cette technique à Chardin, son ami.
Chardin doit faire face à un mépris teinté d'hostilité du nouveau directeur des Bâtiments du Roi, le comte d'Angivillier. C'est dans ce contexte, et malgré ses ennemis, que Chardin s'impose auprès des amateurs par ses pastels, ultimes joyaux de son art. Aux Salons de 1771, 1773, 1775, 1777, 1779 il expose des autoportraits, des portraits de sa femme, des têtes de vieillards, des têtes d'enfants, des têtes d'expression, et une copie de Rembrandt.
Chardin connaît le succès avec ces dessins dans lesquels il fait preuve de bien plus de maîtrise que dans ses quelques portraits à l'huile. « C'est un genre auquel on ne l'avait point vu encore s'exercer, et que, dans ses coups d'essais, il porte au plus haut degré », écrit un critique dans l'Année littéraire, en 1771.
Déjà les connaisseurs avaient remarqué que, dans ses peintures à l'huile, l'artiste juxtaposait les pigments plutôt qu'il ne les mélangeait sur la palette.
Ainsi, l'abbé Guillaume-Thomas-François Raynal (1713-1796, dans sa Correspondance littéraire, écrit en 1750 : « Il place ses couleurs l'une après l'autre sans presque les mêler de sorte que son ouvrage ressemble un peu à la mosaïque de pièces de rapport, comme la tapisserie faite à l'aiguille qu'on appelle point carré. »
Le pastel permet à Chardin d'approfondir cette technique. Quant aux couleurs, elles s'imposent à l'artiste dans leur relation.
En effet, le problème n'est pas de savoir s'il y a du bleu ou du vert sur tel visage réel, mais s'il en faut dans le portrait. Un demi-siècle avant que les théories d'Eugène Chevreul (1786-1899) n'influencent les impressionnistes, il développe dans ses pastels l'art du mélange optique des teintes, et de la touche hachurée qui accroche la lumière. Par-dessus ses bésicles, dans son Autoportrait de 1771 (Paris, musée du Louvre), le doux et malicieux regard du « Bonhomme Chardin » invite l'amateur, non pas à scruter l'âme du peintre, mais à revenir sur l'œuvre même, pour observer, étudier sans cesse les audaces picturales qui confèrent une vie fascinante à son visage.

« Des trois couleurs primitives se forment les trois binaires. Si au ton binaire vous ajoutez le ton primitif qui lui est opposé, vous l'annihilez, c'est-à-dire vous en produisez la demi-teinte nécessaire. (…) De là, les ombres vertes dans le rouge. La tête des deux petits paysans. Celui qui était jaune avait des ombres violettes ; celui qui était le plus sanguin et le plus rouge, des ombres vertes. »

— Eugène Delacroix, Journal, année 1852.
Chardin aurait pu écrire, s'il avait été théoricien, ces notes extraites des Carnets de voyage au Maroc de Delacroix (1832)… comme il aurait pu lui aussi déclarer que « l'ennemi de toute peinture est le gris ».
Au Salon du Louvre du 25 août 1779, Chardin expose ses derniers pastels. Mesdames – ainsi nommait-on les filles de Louis XV – connaissaient et appréciaient Chardin : pour leur demeure de Bellevue, il avait peint en 1761 deux dessus de portes, Les Instruments de la musique guerrière, et Les Instruments de la musique civile. L'une d'elles, Mme Victoire, se laisse tenter par un portrait de Jacquet (c'est-à-dire de jeune laquais) :

« On a beaucoup parlé de la richesse du dernier salon. La reine et toute la famille royale voulurent le voir et en marquèrent leur satisfaction. Un des morceaux qui fit le plus de plaisir à Mme Victoire, dont le suffrage éclairé fait l'ambition des meilleurs artistes, fut un petit tableau de M. Chardin représentant un petit Jacquet. Elle fut si frappée de la vérité de cette figure que dès le lendemain, cette princesse envoya au peintre, par M. le comte d'Affry, une boîte en or, comme un témoignage du cas qu'elle faisait de ses talents. »

— Nécrologe des Hommes Célèbres, t. XV, 1780.
Sans doute Mme Victoire a-t-elle voulu acheter le pastel ; Chardin le lui a offert, et le lendemain elle lui a fait parvenir une tabatière en or.

## La Diffusion des œuvres

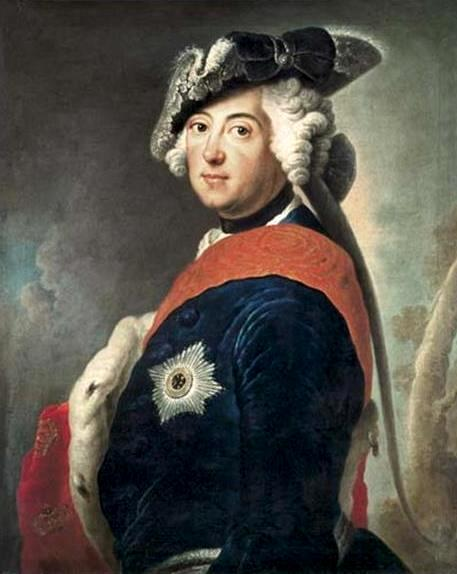
Antoine Pesne, Frédéric II de Prusse (vers 1745).

L'œuvre de Chardin a été largement diffusée de son vivant auprès de nombreux collectionneurs. La liste des différents propriétaires de ses tableaux, très loin d'être exhaustive, n'est ici présente que pour donner un aperçu de la très haute estime dans laquelle Chardin était tenu par ses contemporains.
Parmi les princes, on peut citer Louise-Ulrique de Prusse, reine de Suède, Louis XV, Caroline-Louise de Hesse-Darmstadt, Catherine II de Russie, Frédéric II de Prusse et Joseph-Wenceslas (prince de Liechtenstein). Dans la noblesse  Pierre-Louis Eveillard, marquis de Livois et le Chevalier Antoine de Laroque possédaient plusieurs tableaux. La saisie des biens du premier pendant la Révolution française permet l'entrée ultérieure de Pêches et Prunes et Fruits, Bouteille, Pichet et Massepain au musée des Beaux-Arts d'Angers.
Reconnu également par ses pairs, plusieurs artistes firent l'acquisition des œuvres de Chardin, tels que son ami Joseph Aved dont il fit le portrait, le sculpteur Jean-Baptiste Pigalle, le peintre et graveur Jacques Augustin de Silvestre, le directeur du Musée Napoléon Vivant Denon et le peintre Jean-Baptiste Marie Pierre.

### Gravures et poèmes
Avant le XIXe siècle et en dehors des expositions et Salons qui, de toute façon, ne duraient guère, peu de personnes pouvaient contempler des tableaux, hormis dans les lieux de culte. La gravure, mode de reproduction autant que moyen d'expression pour de grands artistes, comme Rembrandt, fut également un mode de reproduction et diffusion d'une extrême importance depuis la fin du XIVe siècle jusqu'à l'invention de la photographie en 1839 par Daguerre.
Au XVIIIe siècle particulièrement, les collectionneurs se plaisaient à faire reproduire ainsi les œuvres de leurs collections particulières. Les tableaux de Jean-Baptiste Greuze et de Chardin (les peintures de genre) sont sans doute ceux qui, en ce siècle, ont donné lieu au plus grand nombre de gravures. Mariette en témoigne dans son Abécédario : « Les estampes qu'on a gravées d'après les tableaux de M. Chardin (…) sont devenues des estampes à la mode (…). Le gros public revoit avec plaisir des actions qui se passent journellement sous ses yeux dans son ménage. » Souvent une brève légende en vers accompagne l'image. En voici quelques exemples :

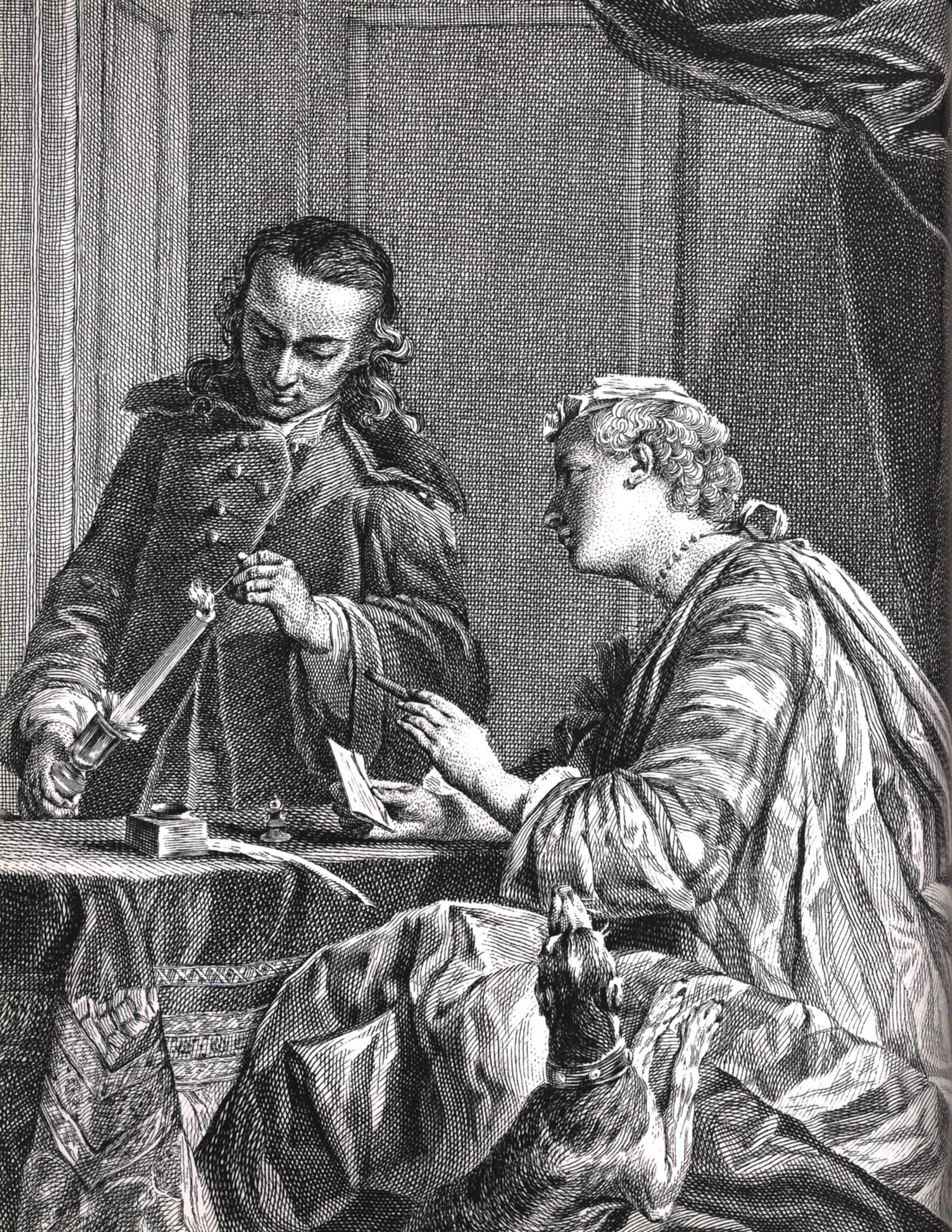
Une femme occupée à cacheter une lettre, gravé par Étienne Fessard.

- Une femme occupée à cacheter une lettre[18], gravé par Étienne Fessard (1714-1777) :

« Hâte-toi, Frontain : vois ta jeune Maîtresse,

Sa tendre impatience éclate dans ses yeux ;

Il lui tarde déjà que l'objet de ses Vœux

Ait reçu ce Billet, gage de sa tendresse.

Ah ! Frontain, pour agir avec cette lenteur

Jamais le Dieu d'Amour n'a donc touché ton cœur. »

- Les Bulles de savon[19], gravé par Pierre Filloeul (1696-après 1754) :

« Contemple bien Garçon

Ces petits globes de Savon :

Leur mouvement si variable

Et leur éclat si peu durable

Te feront dire avec raison,

Qu'en cela mainte Iris leur est assez semblable. »

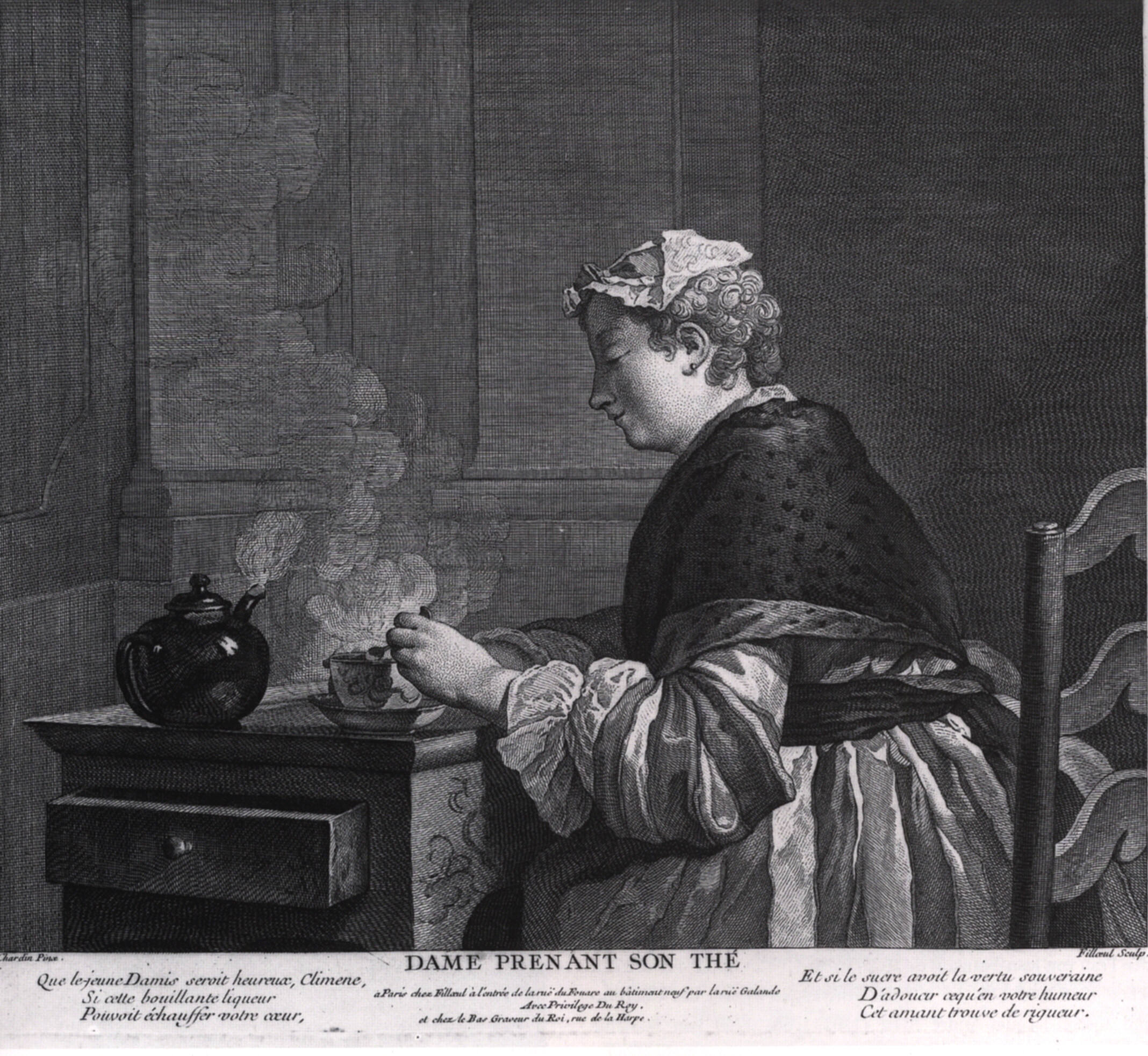
Une dame qui prend du thé
gravé par Pierre Filloeul.

- Une dame qui prend du thé[20], gravé par Pierre Filloeul :

« Que le jeune Damis seroit heureux, Climène,

Si cette bouillante liqueur,

Pouvoit échauffer votre cœur,

Et si le sucre avait la vertu souveraine

D'adoucir ce qu'en votre humeur

Cet amant trouve de rigueur. »

- Le Château de cartes ou Le Fils de M. Le Noir s'amusant à faire un château de cartes[21], gravé par Pierre Filloeul :

« Vous vous moquez à tort de cet adolescent

Et de son humble ouvrage

Prest à tomber au premier vent

Barbons dans l'âge même où l'on doit être sage

Souvent il sort de nos serveaux (sic)

De plus ridicules châteaux. »

- Et parfois, le graveur lui-même est l'auteur de l'épigramme. Ainsi de la gravure d'après ce même tableau, par François-Bernard Lépicié (1698-1755) :

« Aimable Enfant que le plaisir décide,

Nous badinons de vos frêles travaux :

Mais entre nous, quel est le plus solide

De nos projets ou bien de vos châteaux. »

## Élèves
- Philippe Canot (Paris 1715-1783) peintre de genre, élève reçu en 1763
- Jean-Honoré Fragonard (1732-1806)
- Alexandre Gérard Vermunt

## Opinion critique

### Le regard duXIXesiècle: Chardin, peintre des vertus bourgeoises

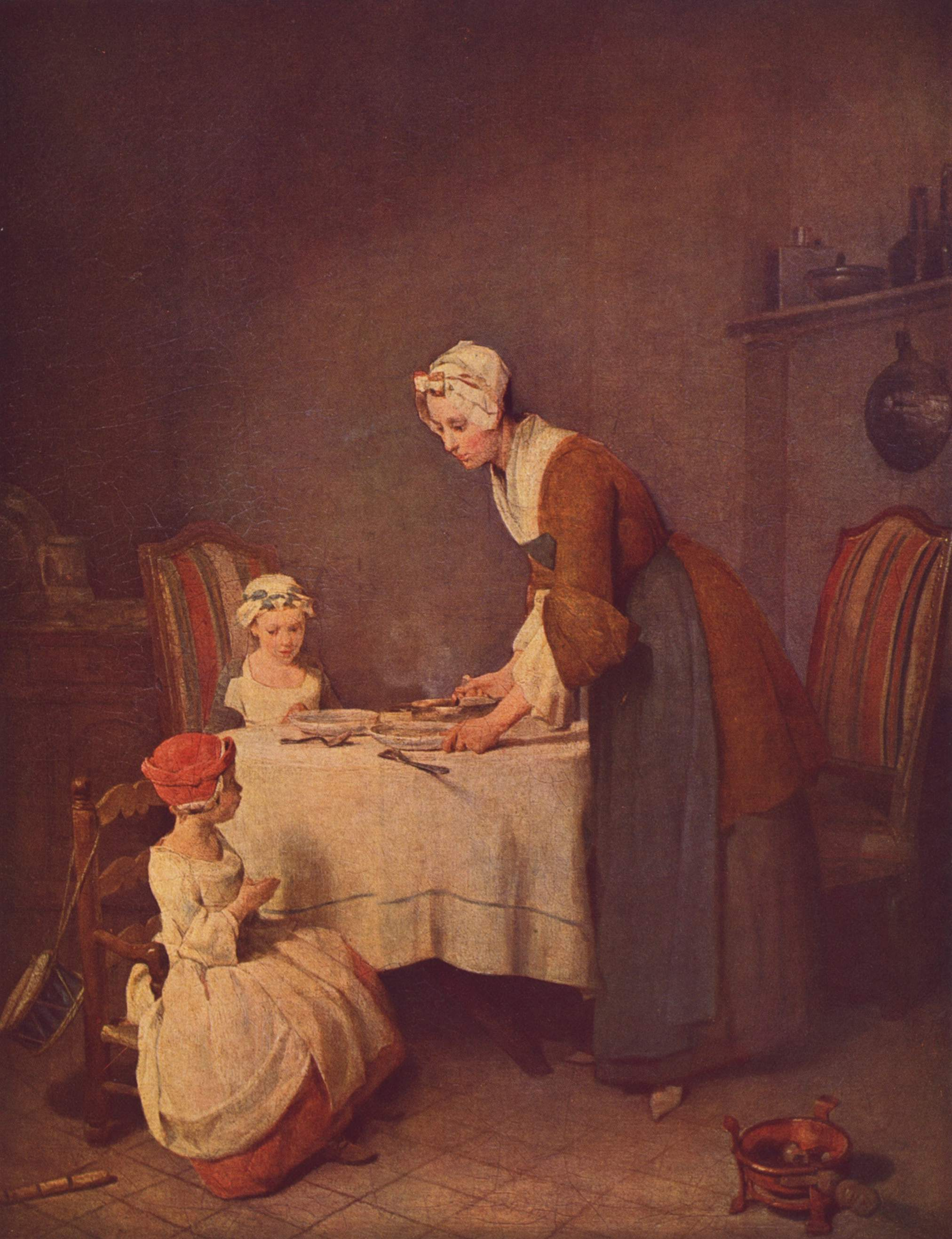
Bénédicité (1740), Paris, musée du Louvre. Il en existe plusieurs variantes, comme celle de l'Ermitage.

Le Bénédicité (49,5 × 38,5 cm, Paris, musée du Louvre) et la Mère laborieuse (49 × 39 cm, même musée) sont tombés dans l'oubli dix ans après la mort de Louis XV, puis ont été redécouverts en 1845 : le siècle bourgeois apprécie les représentations des vertus bourgeoises qu'il oppose à la dissolution supposée générale des mœurs de la noblesse.

L'auteur anonyme d'un article du volume XVI du Magasin Pittoresque écrit en 1848 : « À Watteau les déjeuners sur l'herbe, les promenades au clair de lune, la capricieuse beauté du jour avec l'élégant cavalier de son choix, les danses sous la feuillée des bergères et des bergers titrés ; mais à Chardin l'honnête et paisible intérieur, la mère qui brosse l'habit de son fils avant de l'envoyer à l'école, la mère apprenant à bégayer le nom de Dieu à sa petite couvée. Il imite le calme avec calme, la joie avec joie, la dignité avec dignité. Il semble qu'un siècle ne puisse contenir deux histoires si différentes ; cependant elles se côtoient. Chacune a eu son historien, tous deux hommes de génie. Le brillant chatoiement de Watteau a trop souvent éclipsé la douce clarté de Chardin. Ébloui par l'agaçante coquetterie de la marquise, à peine s'arrête-t-on devant l'humble bourgeoise ; et pourtant, quel plus doux mystère que cette suave peinture renfermant les vrais trésors de la vie humaine : honneur, ordre, économie ! » Et si l'auteur, dans le même passage, parle de Chardin comme d'un poète aux doux coloris, ce n'est qu'un bref intermède avant de s'émerveiller devant la représentation de son idéal féminin : 

« Elle est le type de ces milliers d'autres femmes auxquelles les hommes rigides, honnêtes, confient leur honneur, leur joie, leur nom, leurs enfants, et dont la présence est une bénédiction pour le seuil qu'elles ont une fois passé. »

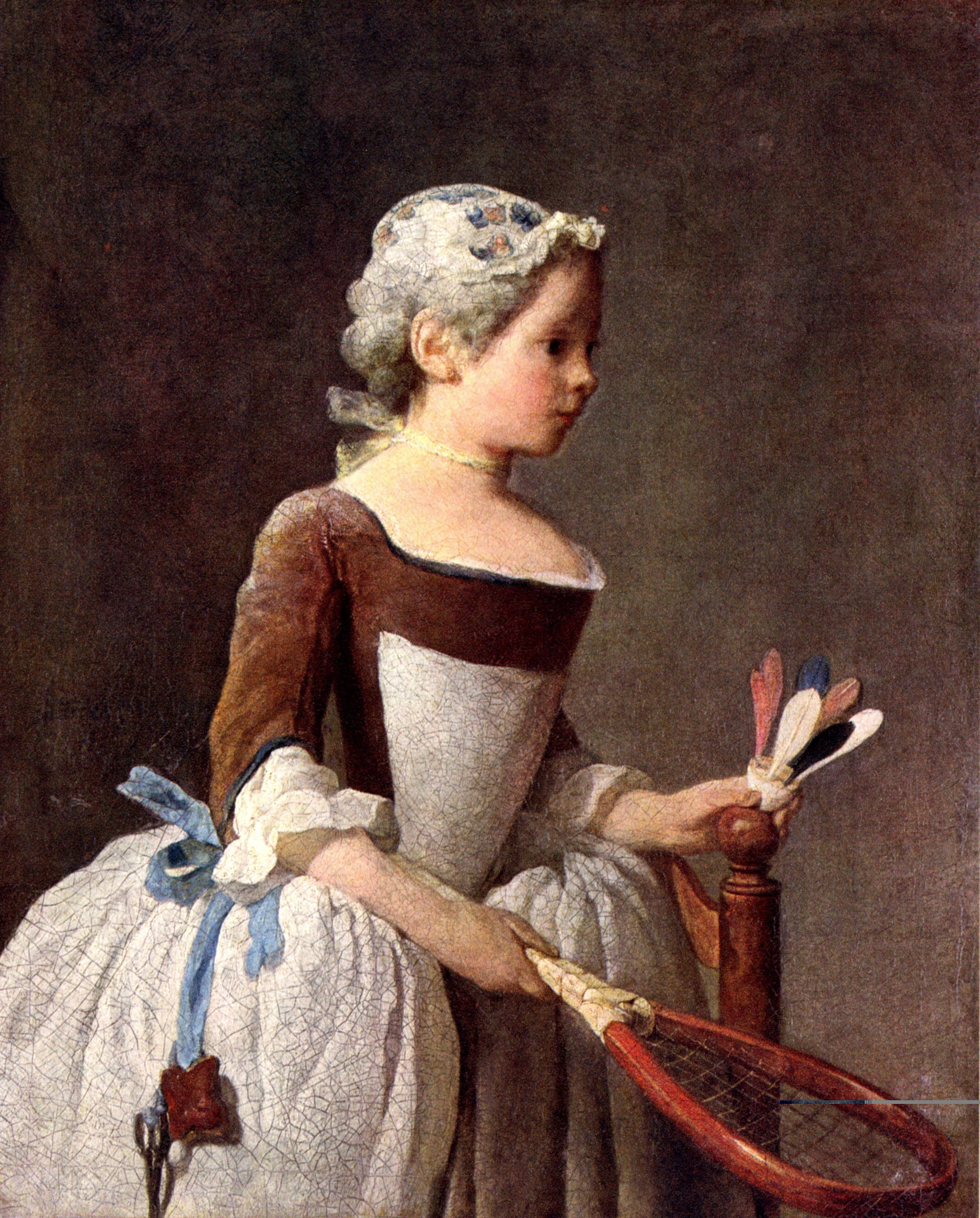
La Fillette au volant (1741), Florence, Galerie des Offices.

Le lien avec le rôle des estampes se fait tout naturellement sitôt que l'on sait que la sortie de chaque nouvelle gravure d'après un tableau de Chardin est la source d'un commentaire, généralement élogieux, dans le Mercure de France. Toutefois, ce n'est pas dans ce périodique qu'il convient de puiser quelques critiques.
La Font de Saint-Yenne (1688-1776), Réflexions sur quelques causes de l'État présent de la Peinture en France, 1747 :

« J'aurais dû parler du Sieur Chardin dans le rang des peintres compositeurs et originaux. On admire dans celui-ci le talent de rendre avec un vrai qui lui est propre et singulièrement naïf, certains moments dans les actions de la vie nullement intéressants, qui ne méritent par eux-mêmes aucune attention, et dont quelques-uns n'étaient dignes ni du choix de l'auteur ni des beautés qu'on y admire : ils lui ont fait cependant une réputation jusque dans le pays étranger. Le public avide de ses tableaux, et l'auteur ne peignant que pour son amusement et par conséquent très peu, a recherché avec empressement pour s'en dédommager les estampes gravées d'après ses ouvrages. Les deux portraits au Salon, grands comme nature, sont les premiers que j'ai vus de sa façon. Quoi qu'ils soient très bien, et qu'ils promettent encore mieux, si l'auteur en faisait son occupation, le public serait au désespoir de lui voir abandonner, et même négliger un talent original et un pinceau inventeur pour se livrer par complaisance à un genre devenu trop vulgaire et sans l'aiguillon du besoin. »

Anonyme, « Éloge historique de M. Chardin », dans Le nécrologue des Hommes illustres, 1780 :

« Son premier maître fut la nature : il avait porté en naissant l'intelligence du clair-obscur, et il s'attacha de bonne heure à perfectionner ce talent si rare, persuadé que c'est la couleur qui fait tout le charme de l'imitation, et qui donne à la chose imitée un prix qu'elle n'a pas souvent dans la réalité. Cette exactitude l'empêcha sans doute de s'élever au genre de l'Histoire, qui exige plus de connaissances, une imagination plus vaste, plus d'effort, de génie, et plus de détails que tous les autres genres, ou, pour mieux dire, qui les réunit tous. Il se borna à un seul, préférant d'être le premier dans un genre inférieur, que d'être confondu dans la foule des Peintres médiocres dans un genre plus élevé ; aussi sera-t-il toujours regardé comme un des plus grands Coloristes de l'École Française. »

Charles Nicolas Cochin, 1715-1790, Essai sur la vie de M. Chardin, 1780 :

« Ces tableaux lui coûtaient beaucoup de temps, parce qu'il ne se contentait pas d'une imitation prochaine de la nature, qu'il y voulait la plus grande vérité dans les tons et dans les effets. C'est pourquoi il les repeignait jusqu'à ce qu'il fut parvenu à cette rupture de tons que produit l'éloignement de l'objet et les renvois de tous ceux qui l'environnent, et qu'enfin il eût obtenu cet accord magique qui l'a si supérieurement distingué. (…) Aussi, quoiqu'en général son pinceau fût peu agréable et en quelque sorte raboteux, il était bien peu de tableaux qui pussent se soutenir à côté des siens, et l'on disait de lui, comme de M. Restout le père, que c'était un dangereux voisin. Ses tableaux avaient, de plus, un mérite fort rare : c'était la vérité et la naïveté, soit des attitudes, soit des compositions. Rien n'y paraissait amené exprès ni pour grouper ni pour produire de l'effet ; et cependant toutes ces conditions étaient remplies avec un art d'autant plus admirable qu'il était plus caché. Indépendamment du vrai et de la force du coloris, cette simplicité si naturelle charmait tout le monde. En général, le public est peu touché des efforts de génie qu'on fait pour trouver des effets et des tournures qu'on nomme pittoresques. À la vérité, elles ont quelquefois un vrai mérite ; mais trop souvent elles s'écartent de la nature et manquent par là l'impression qu'on s'était proposé qu'elles fissent. C'est la vérité et le naturel que le plus grand nombre cherche principalement : aussi M. Chardin eut-il les plus grands succès dans toutes les expositions. »

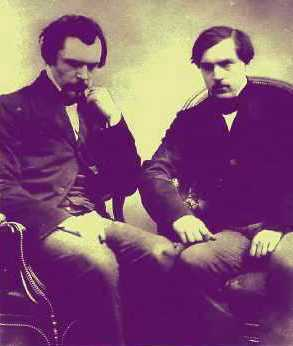
Jules de Goncourt (à droite) avec son frère Edmond.

Edmond et Jules de Goncourt, « Chardin », dans Gazette des Beaux-Arts, 1864 :

« Chez lui, point d'arrangement ni de convention : il n'admet pas le préjugé des couleurs amies ou ennemies. Il ose, comme la nature même, les couleurs les plus contraires. Et cela sans les mêler, sans les fondre : il les pose à côté l'une de l'autre, il les oppose dans leur franchise. Mais s'il ne mêle pas ses couleurs, il les lie, les assemble, les corrige, les caresse avec un travail systématique de reflets, qui, tout en laissant la franchise à ses tons posés, semble envelopper chaque chose de la teinte et de la lumière de tout ce qui l'avoisine. Sur un objet peint de n'importe quelle couleur, il met toujours quelque ton, quelque lueur vive des objets environnants. À bien regarder, il y a du rouge dans ce verre d'eau, du rouge dans ce tablier bleu, du bleu dans ce linge blanc. C'est de là, de ces rappels, de ces échos continus, que se lève à distance l'harmonie de tout ce qu'il peint, non la pauvre harmonie misérablement tirée de la fonte des tons, mais cette grande harmonie des consonances, qui ne coule que de la main des maîtres. »

Marcel Proust, « Chardin et Rembrandt », écrit en 1895 et publié en premier dans Le Figaro Littéraire, 27 mars 1954 (éd. La Pléiade, Contre Sainte-Beuve, 1971, p. 373) :

« Si je connaissais ce jeune homme, je ne le détournerais pas d'aller au Louvre et je l'y accompagnerais plutôt ; mais le menant dans la galerie Lacaze et dans la galerie des peintres français du XVIIIe siècle, ou dans telle autre galerie française, je l'arrêterais devant les Chardin. Et quand il serait ébloui de cette peinture opulente de ce qu'il appelait la médiocrité, de cette peinture savoureuse d'une vie qu'il trouvait insipide, de ce grand art d'une nature qu'il croyait mesquine, je lui dirais : Vous êtes heureux ? Pourtant qu'avez-vous vu là ? qu'une bourgeoise aisée montrant à sa fille les fautes qu'elle a faites dans sa tapisserie (la Mère laborieuse), une femme qui porte des pains (la Pourvoyeuse), un intérieur de cuisine où un chat vivant marche sur des huîtres, tandis qu'une raie morte pend aux murs, un buffet déjà à demi dégarni avec des couteaux qui traînent sur la nappe (Fruits et Animaux), moins encore, des objets de table ou de cuisine, non pas seulement ceux qui sont jolis, comme des chocolatières en porcelaine de Saxe (Ustensiles variés), mais ceux qui vous semblent le plus laids, un couvercle reluisant, les pots de toute forme et toute matière (la Salière, l'Écumoire), les spectacles qui vous répugnent, poissons morts qui traînent sur la table (dans le tableau de la Raie), et les spectacles qui vous écœurent, des verres à demi vidés et trop de verres pleins (Fruits et Animaux). Si tout cela vous semble maintenant beau à voir, c'est que Chardin l'a trouvé beau à peindre. Et il l'a trouvé beau à peindre parce qu'il le trouvait beau à voir. »

Maurice Denis (1870-1943), « Cézanne », dans l'Occident, no 70, septembre 1907, p. 131 :

« L'aspect caractéristique des tableaux de Cézanne vient de cette juxtaposition, de cette mosaïque de tons séparés et légèrement fondus l'un dans l'autre « Peindre, disait-il, c'est enregistrer ses sensations colorées. » Telles étaient les exigences de son œil qu'il lui fallait recourir à ce raffinement de technique pour conserver la qualité, la saveur de ses sensations, et contenter son besoin d'harmonie… Les fruits de Cézanne, ses figures inachevées sont le meilleur exemple de cette méthode de travail, renouvelée peut être de Chardin : quelques touches carrées en indiquent par de doux voisinages de teintes la forme arrondie ; le contour ne vient qu'à la fin, comme un accent rageur, un trait à l'essence, qui souligne et isole la forme déjà rendue sensible par le dégradé de la couleur. »

Élie Faure (1873-1937), Histoire de l'Art, Art Moderne, IV, 1921, p. 226-227 :

« Toute la splendeur est dans la volupté exclusive de peindre que jamais, Vermeer de Delft à part, sans doute, nul ne posséda à ce degré. Le bon peintre Chardin fait sa tâche avec amour, comme un bon menuisier, un bon maçon, un bon tourneur, un bon ouvrier qui a fini par aimer la matière qu'il travaille et l'outil qui le tire de l'uniforme ennui et l'élève à la dignité de connaître ses moyens. Il n'y a pas plus d'amour dans le bras nu sortant de la manche échancrée que dans la serviette qu'il tient et le gigot qui la remplit et pèse à la main rose et grasse. C'est avec la même attention qu'il a peint la petite fille appliquée à bien dire le Bénédicité pour avoir plus vite sa soupe, la maman qui va la servir et s'amuse à la regarder, et les harmonies bourgeoises qui les entourent l'une et l'autre, les tabliers, les robes de laine, la raie bleue courant sur la nappe, la soupière, les meubles de chêne verni, l'ombre rôdante et caressante. Il sait que tout cela s'accorde, que la vie des objets dépend de la vie morale des êtres, que la vie morale des êtres reçoit le reflet des objets. Tout ce qui est a droit à son tendre respect. Il est avec Watteau, en France, le seul peintre religieux de ce siècle sans religion. »

André Malraux (1901-1976), Les Voix du silence, Paris, 1951 :

« L'humilité de Chardin implique moins une soumission au modèle qu'une destruction secrète de celui-ci au bénéfice de son tableau. Il disait qu'« on fait de la peinture avec des sentiments, non avec des couleurs » ; mais avec ses sentiments il faisait des pêches. L'enfant du Dessinateur n'est pas plus attendrissant que la nature morte au pichet, et l'admirable bleu du tapis sur lequel il joue n'est pas très soumis au réel : la Pourvoyeuse est un Braque génial, mais tout juste assez habillé pour tromper le spectateur… Chardin n'est pas un petit maître du XVIIIe siècle plus délicat que ses rivaux, c'est, comme Corot, un simplificateur doucement impérieux. Sa maîtrise silencieuse détruit la nature morte baroque des Hollandais, fait de ses contemporains des décorateurs, et rien ne peut lui être opposé en France, de la mort de Watteau à la Révolution… »

René Demoris, « La Nature morte chez Chardin », dans Revue d'esthétique, no 4, 1969 :

« Fréquemment, la nature morte hollandaise surprend les objets, dans l'ordre où l'homme, pour son usage, les a disposés. Elle tend en somme à constituer une scène de genre dont l'homme est provisoirement absent (…). Latente encore chez les Hollandais, la présence humaine est résolument expulsée chez Chardin. (On saisit mieux pourquoi il se débarrasse si vite du chien et du chat, qui constituent un élément anecdotique et parasite.)

(…) Si les personnages sont bien représentés dans une action, cela ne veut pas dire en mouvement: ils sont saisis dans un temps mort de cette action, qui les met en position de repos. Pour le déjeuner, c'est l'instant du Bénédicité ; pour la sortie de l'enfant, celui où la gouvernante jette sur lui un dernier regard. De même, la servante immobile et courbée tient une cruche sous la fontaine. Mieux encore, le garçon cabaretier et la servante qui nettoient poêle ou tonneau ont relevé la tête et regardent quelque chose qui doit être hors du tableau. L'instant où est présentée la pourvoyeuse, c'est celui où, ayant déposé le pain sur le buffet et son sac encore à la main, elle semble reprendre son souffle. Suspension encore plus nette dans le cas des enfants qui construisent des châteaux de cartes et semblent retenir geste et souffle pour ne pas les ébranler, ou de celui qui est fasciné par son toton.

(…) Chez les mères ou les gouvernantes qui regardent des enfants, le regard est attentif, mais sans fonction précise : on peut mettre tout ce qu'on veut dans le regard de la Jeune Gouvernante de la National Gallery ou dans celui de la Mère du Bénédicité. Il semble que, l'enfant cessant de requérir l'attention, l'adulte, prenant sur lui un léger recul, le regarde pour rien, pour le regarder – et c'est peut-être sur cette plage d'attention sans but précis que pourrait se définir le sentiment, dans ce moment de temps perdu, où l'être, objet de l'activité, est regardé pour lui-même, hors de toute exigence pratique. Ce temps mort, que rien n'habite (car nous ne savons ce que regarde la servante, et le visage de la mère n'exprime rien), n'est pas soumis au temps que découpe l'activité entreprise : il donne donc le sentiment d'une durée indéfinie, nous montrant des personnages à la fois engagés dans une action et détachés d'elle. »

## Hommages

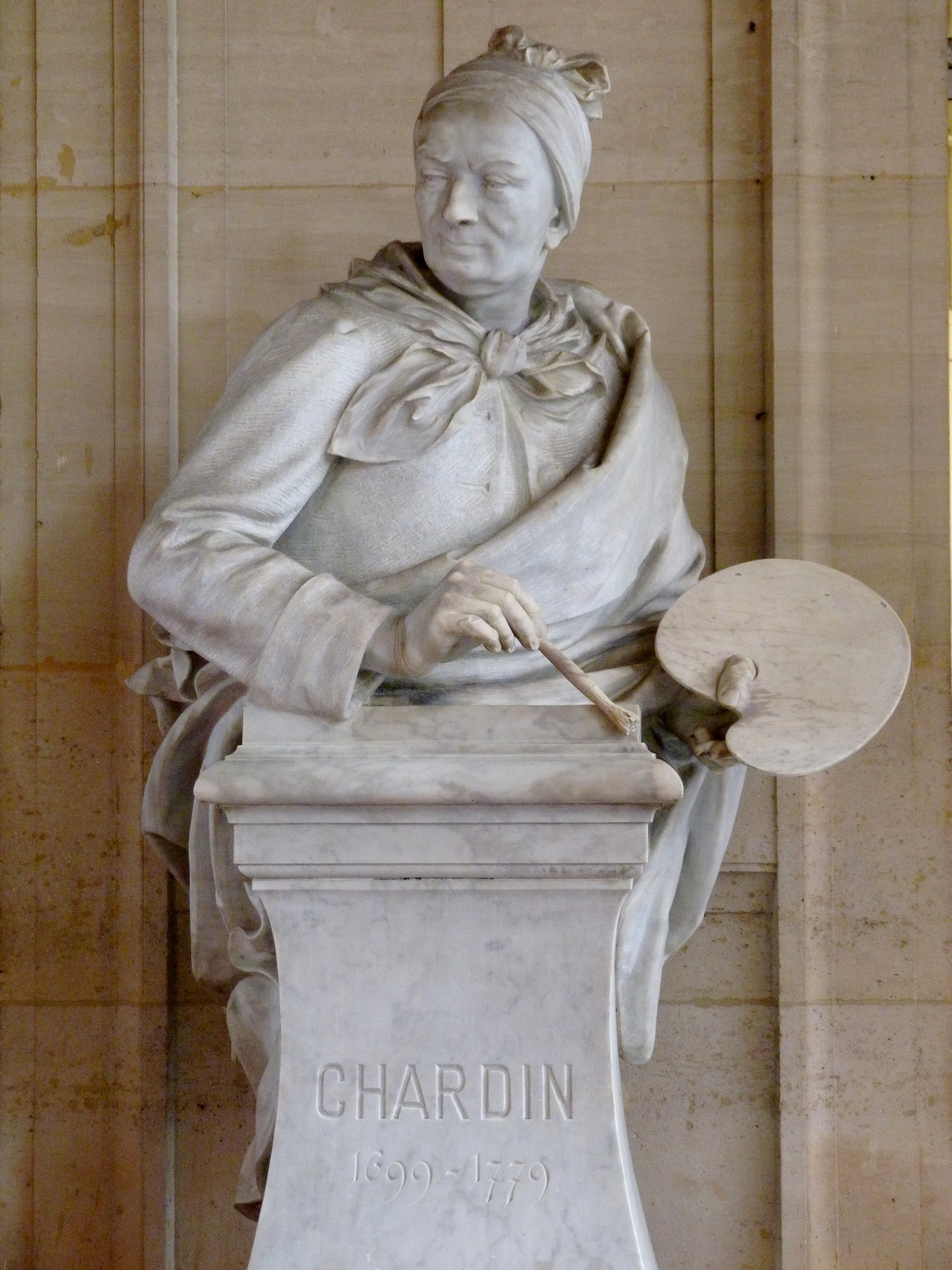
Le buste.

- Un buste de Jean Siméon Chardin se trouve dans la mairie du 6e arrondissement de Paris, réalisé par Paul Fournier. Il s'agit d'un élément d'un Monument à Chardin qui ne fut finalement pas réalisé, faute de moyens.
- Le 22 avril 2022, la nature morte Le Panier de fraises des bois est classé « trésor national » par l’État français[22]. La toile entre plus tard au musée du Louvre.
- La rue Chardin, dans le 16e arrondissement de Paris, honore la mémoire du peintre depuis 1877.

## Iconographie
- Hélène Bertaux (1825-1909), Jean Siméon Chardin, 1881, statue en pierre, façade de l'hôtel de ville de Paris.

## Philatélie
- En 1946, émission d'un timbre de 2 francs et surtaxe de 3 francs au profit de L'Adresse Musée de La Poste, rouge-brun, représentant Le cachet de cire, ce timbre a fait l'objet d'une vente anticipée à Paris au Salon de la Philatélie le 25 mai 1946. Il porte le n° YT 753
- En 1956, un timbre de la série Célébrités du XVe   au   XXe siècle, vert, de 15 francs avec surtaxe de 5 francs est émis par la poste. Il figure la reproduction d'un autoportrait. Il est vendu en 1er jour à Paris le 9 juin. Il porte le n° YT 1069.
- En 1997, dans la série artistique, la poste émet un timbre multicolore de 6,70 francs représentant le tableau Raisins et Grenades. La vente anticipée 1er jour a eu lieu à Paris le 27 septembre. Il porte le n° YT 3105[23].